# Olympische Sommerspiele 1912/Teilnehmer (Schweden)
| Gelbes Symbol für Goldmedaillen mit stilisierten Olympischen Ringen | Graues Symbol für Silbermedaillen mit stilisierten Olympischen Ringen | Braundes Symbol für Bronzemedaillen mit stilisierten Olympischen Ringen |
| ------------------------------------------------------------------- | --------------------------------------------------------------------- | ----------------------------------------------------------------------- |
| 24                                                                  | 24                                                                    | 17                                                                      |

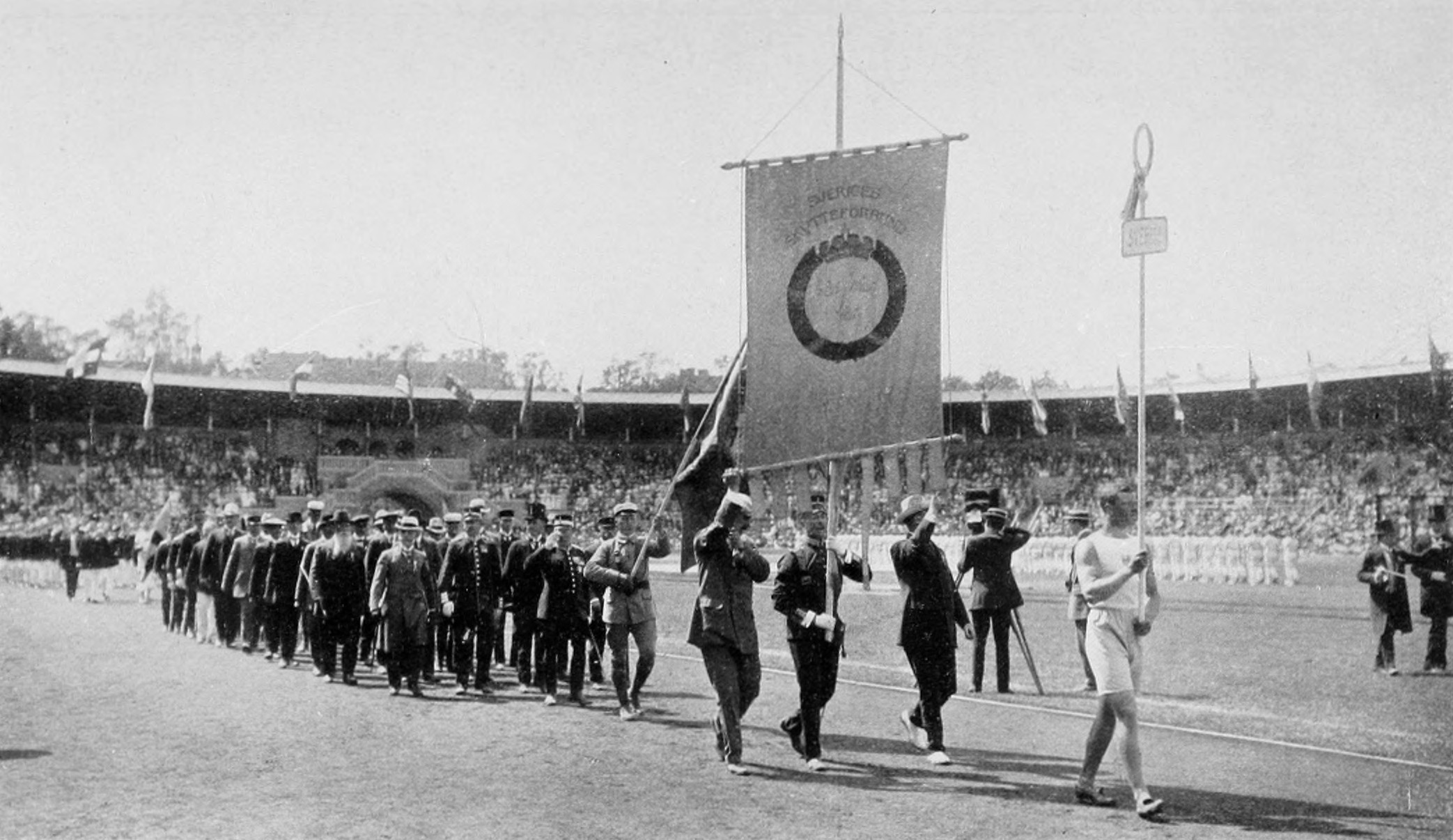
Die Gastgebermannschaft aus Schweden bei der Eröffnungsfeier

Schweden nahm an den Olympischen Sommerspielen 1912 in Stockholm, Schweden, mit 444 Sportlern teil. Dabei konnten die Athleten 23 Gold-, 25 Silber- und 17 Bronzemedaillen gewinnen.

## Medaillengewinner

### Olympiasieger
| Name | Sportart           | Wettkampf                                           |
| --- | ------------------ | --------------------------------------------------- |
| Hugo Wieslander | Leichtathletik     | Zehnkampf                                           |
| Eric Lemming | Leichtathletik     | Speerwurf                                           |
| Gustaf Lindblom | Leichtathletik     | Dreisprung                                          |
| Hjalmar Andersson John Eke Josef Ternström | Leichtathletik     | Crosslauf, Mannschaftswertung                       |
| Gösta Lilliehöök | Moderner Fünfkampf | Männer                                              |
| Erik Friborg Ragnar Malm Axel Persson Algot Lönn | Radsport           | Mannschaftsfahren (320 km)                          |
| Carl Bonde | Reiten             | Dressur, Einzel                                     |
| Axel Nordlander | Reiten             | Vielseitigkeit, Einzel                              |
| Axel Nordlander Nils Adlercreutz Ernst Casparsson Henric Horn af Åminne | Reiten             | Vielseitigkeit, Mannschaft                          |
| Gustaf Lewenhaupt Gustaf Kilman Hans von Rosen Fredrik Rosencrantz | Reiten             | Springreiten, Mannschaft                            |
| Claes Johanson | Ringen             | Mittelgewicht (bis 75 kg)                           |
| Vilhelm Carlberg | Schießen           | Kleinkaliber 25 m – Verschwindendes Ziel            |
| Åke Lundeberg | Schießen           | Laufender Hirsch 100 m Doppelschuss                 |
| Alfred Swahn | Schießen           | Laufender Hirsch 100 m Einzelschuss                 |
| Alfred Swahn Oscar Swahn Åke Lundeberg Per-Olof Arvidsson | Schießen           | Laufender Hirsch 100 m Einzelschuss Mannschaft      |
| Johan Hübner von Holst Eric Carlberg Vilhelm Carlberg Gustaf Boivie | Schießen           | Kleinkaliber 25 m – Verschwindendes Ziel Mannschaft |
| Eric Carlberg Vilhelm Carlberg Johan Hübner von Holst Paul Palén | Schießen           | Kleinkaliber 25 m – Verschwindendes Ziel Mannschaft |
| Mauritz Eriksson Hugo Johansson Erik Blomqvist Carl Björkman Bernhard Larsson Gustaf Adolf Jonsson | Schießen           | Freies Gewehr Mannschaft                            |
| Carl Hellström Erik Wallerius Harald Wallin Humbert Lundén Herman Nyberg Harry Rosenswärd Paul Isberg Filip Ericsson | Segeln             | 10-Meter-Klasse                                     |
| Arvid Andersson Adolf Bergman Johan Edman Erik Algot Fredriksson Carl Jonsson Erik Larsson August Gustafsson Herbert Lindström | Tauziehen          | Männer                                              |
| Per Bertilsson Carl-Ehrenfried Carlberg Nils Granfelt Curt Hartzell Oswald Holmberg Anders Hylander Axel Janse Boo Kullberg Sven Landberg Per Nilsson Benkt Norelius Axel Norling Daniel Norling Sven Rosén Nils Silfverskiöld Carl Silfverstrand John Sörenson Yngve Stiernspetz Karl-Erik Svensson Karl-Johan Svensson Knut Torell Edward Wennerholm Claës-Axel Wersäll David Wiman | Turnen             | Schwedisches System                                 |
| Erik Adlerz | Wasserspringen     | Turmspringen (einfach und zusammengesetzt)          |
| Erik Adlerz | Wasserspringen     | Turmspringen einfach (5 und 10 m)                   |
| Greta Johansson | Wasserspringen     | Turmspringen                                        |

### Silber
| Name | Sportart           | Wettkampf                                |
| --- | ------------------ | ---------------------------------------- |
| Georg Åberg | Leichtathletik     | Dreisprung                               |
| Hjalmar Andersson | Leichtathletik     | Crosslauf, Einzelwertung                 |
| Charles Lomberg | Leichtathletik     | Zehnkampf                                |
| Thorild Olsson Ernst Wide Bror Fock Nils Frykberg John Zander                                                                           | Leichtathletik     | 3000 m Mannschaft                        |
| Ivan Möller Charles Luther Ture Person Knut Lindberg                                                                                    | Leichtathletik     | 4 × 100 m Staffel                        |
| Gösta Åsbrink | Moderner Fünfkampf | Männer                                   |
| Gustaf Adolf Boltenstern senior | Reiten             | Dressur, Einzel                          |
| Gustaf Malmström | Ringen             | Leichtgewicht (bis 67,5 kg)              |
| Anders Ahlgren | Ringen             | Leichtgewicht (bis 67,5 kg)              |
| Ture Rosvall William Bruhn-Möller Conrad Brunkman Herman Dahlbäck Leo Wilkens                                                           | Rudern             | Vierer mit Steuermann (Dollengigs)       |
| Edward Benedicks | Schießen           | Laufender Hirsch 100 m Doppelschuss      |
| Åke Lundeberg | Schießen           | Laufender Hirsch 100 m Einzelschuss      |
| Paul Palén | Schießen           | Schnellfeuerpistole 30 m                 |
| Johan Hübner von Holst | Schießen           | Kleinkaliber 25 m – Verschwindendes Ziel |
| Georg de Laval Eric Carlberg Vilhelm Carlberg Erik Boström                                                                              | Schießen           | Militärrevolver 30 m Mannschaft          |
| Arthur Nordenswan Eric Carlberg Ruben Örtegren Vilhelm Carlberg                                                                         | Schießen           | Kleinkaliber Mannschaft 50 m             |
| Thor Henning | Schwimmen          | 400 m Brust                              |
| Bengt Heyman Emil Henriques Herbert Westermark Nils Westermark Alvar Thiel                                                              | Segeln             | 8-Meter-Klasse                           |
| Nils Persson Hugo Clason Hugo Sällström Iwan Lamby Kurt Bergström Dick Bergström Erik Lindqvist Per Bergman Sigurd Kander Folke Johnson | Segeln             | 12-Meter-Klasse                          |
| Carl Kempe Gunnar Setterwall | Tennis             | Doppel, Halle (Männer)                   |
| Torsten Kumfeldt Harald Julin Max Gumpel Robert Andersson Pontus Hanson Vilhelm Andersson Erik Bergqvist                                | Wasserball         | Männer                                   |
| Lisa Regnell | Wasserspringen     | Turmspringen, Frauen                     |
| Hjalmar Johansson | Wasserspringen     | Turmspringen einfach (5 und 10 m)        |

### Bronze
| Name                                                                                            | Sportart           | Wettkampf                                  |
| ----------------------------------------------------------------------------------------------- | ------------------ | ------------------------------------------ |
| John Eke                                                                                        | Leichtathletik     | Crosslauf, Einzelwertung                   |
| Gösta Holmér                                                                                    | Leichtathletik     | Zehnkampf                                  |
| Emil Magnusson                                                                                  | Leichtathletik     | Diskuswurf (beidarmig)                     |
| Georg Åberg                                                                                     | Leichtathletik     | Weitsprung                                 |
| Bertil Uggla                                                                                    | Leichtathletik     | Stabhochsprung                             |
| Erik Almlöf                                                                                     | Leichtathletik     | Dreisprung                                 |
| Georg de Laval                                                                                  | Moderner Fünfkampf | Männer                                     |
| Hans von Blixen-Finecke senior                                                                  | Reiten             | Dressur, Einzel                            |
| Edvin Mattiasson                                                                                | Ringen             | Leichtgewicht (bis 67,5 kg)                |
| Oscar Swahn                                                                                     | Schießen           | Laufender Hirsch 100 m Doppelschuss        |
| Johan Hübner von Holst                                                                          | Schießen           | Schnellfeuerpistole 30 m                   |
| Gideon Ericsson                                                                                 | Schießen           | Kleinkaliber 25 m – Verschwindendes Ziel   |
| Mauritz Eriksson Werner Jernström Tönnes Björkman Carl Björkman Bernhard Larsson Hugo Johansson | Schießen           | Armeegewehr Mannschaft                     |
| Eric Sandberg Harald Sandberg Otto Aust                                                         | Segeln             | 6-Meter-Klasse                             |
| Sigrid Fick Gunnar Setterwall                                                                   | Tennis             | Mixed (Halle)                              |
| Gustaf Blomgren                                                                                 | Wasserspringen     | Turmspringen (einfach und zusammengesetzt) |
| John Jansson                                                                                    | Wasserspringen     | Turmspringen einfach (5 und 10 m)          |

## Teilnehmer nach Sportarten

### Fechten
| Athlet             | Disziplin         | Erste Runde       | Erste Runde       | Viertelfinale  | Viertelfinale  | Halbfinale     | Halbfinale     | Finale         | Finale         |
| Athlet             | Disziplin         | Ergebnis          | Platz             | Ergebnis       | Platz          | Ergebnis       | Platz          | Ergebnis       | Platz          |
| ------------------ | ----------------- | ----------------- | ----------------- | -------------- | -------------- | -------------- | -------------- | -------------- | -------------- |
| Gustaf Armgarth    | Florett, Einzel   | 4 Verloren        | Sechster          | nicht erreicht | nicht erreicht | nicht erreicht | nicht erreicht | nicht erreicht | nicht erreicht |
| Gustaf Armgarth    | Säbel, Einzel     | 0 Gewonnen        | Vierter           | nicht erreicht | nicht erreicht | nicht erreicht | nicht erreicht | nicht erreicht | nicht erreicht |
| Gunnar Böös        | Florett, Einzel   | 5 Verloren        | Sechster          | nicht erreicht | nicht erreicht | nicht erreicht | nicht erreicht | nicht erreicht | nicht erreicht |
| Georg Branting     | Degen, Einzel     | 1 Verloren        | Erster            | 1 Verloren     | Erster         | 4 Verloren     | Vierter        | nicht erreicht | nicht erreicht |
| Knut Enell         | Degen, Einzel     | 4 Verloren        | Fünfter           | nicht erreicht | nicht erreicht | nicht erreicht | nicht erreicht | nicht erreicht | nicht erreicht |
| Åke Grönhagen      | Degen, Einzel     | 5 Verloren        | Sechster          | nicht erreicht | nicht erreicht | nicht erreicht | nicht erreicht | nicht erreicht | nicht erreicht |
| Nils Grönvall      | Florett, Einzel   | 3 Verloren        | Vierter           | nicht erreicht | nicht erreicht | nicht erreicht | nicht erreicht | nicht erreicht | nicht erreicht |
| Carl Hjorth        | Florett, Einzel   | 1 Verloren        | Zweiter           | 3 Verloren     | Vierter        | nicht erreicht | nicht erreicht | nicht erreicht | nicht erreicht |
| Axel Jöhncke       | Florett, Einzel   | 2 Verloren        | Zweiter           | 3 Verloren     | Vierter        | nicht erreicht | nicht erreicht | nicht erreicht | nicht erreicht |
| Carl-Gustaf Klerck | Säbel, Einzel     | 1 Gewonnen        | Vierter           | nicht erreicht | nicht erreicht | nicht erreicht | nicht erreicht | nicht erreicht | nicht erreicht |
| Gustaf Lindblom    | Degen, Einzel     | 3 Verloren        | Erster            | 2 Verloren     | Zweiter        | 3 Verloren     | Vierter        | nicht erreicht | nicht erreicht |
| Gunnar Lindholm    | Säbel, Einzel     | 0 Gewonnen        | Vierter           | nicht erreicht | nicht erreicht | nicht erreicht | nicht erreicht | nicht erreicht | nicht erreicht |
| Sven Nordenström   | Säbel, Einzel     | 2 Gewonnen        | Dritter           | 4 Verloren     | Fünfter        | nicht erreicht | nicht erreicht | nicht erreicht | nicht erreicht |
| Carl Personne      | Florett, Einzel   | 4 Verloren        | Sechster          | nicht erreicht | nicht erreicht | nicht erreicht | nicht erreicht | nicht erreicht | nicht erreicht |
| Carl Personne      | Säbel, Einzel     | Freilos           | Freilos           | 1 Verloren     | Zweiter        | 0 Gewonnen     | Sechster       | nicht erreicht | nicht erreicht |
| Einar Sörensen     | Degen, Einzel     | 1 Verloren        | Erster            | 1 Verloren     | Erster         | 1 Verloren     | Erster         | 3–4            | Fünfter        |
| Louis Sparre       | Degen, Einzel     | 2 Verloren        | Dritter           | 4 Verloren     | Fünfter        | nicht erreicht | nicht erreicht | nicht erreicht | nicht erreicht |
| Helge Werner       | Säbel, Einzel     | 0 Gewonnen        | Fünfter           | nicht erreicht | nicht erreicht | nicht erreicht | nicht erreicht | nicht erreicht | nicht erreicht |
| Sweden             | Degen, Mannschaft | nicht ausgetragen | nicht ausgetragen | 1–0            | Erster         | 3–0            | Erster         | 1–2            | Vierter        |
| Sweden             | Säbel, Mannschaft | nicht ausgetragen | nicht ausgetragen | 0–1            | Dritter        | nicht erreicht | nicht erreicht | nicht erreicht | nicht erreicht |

### Fußball

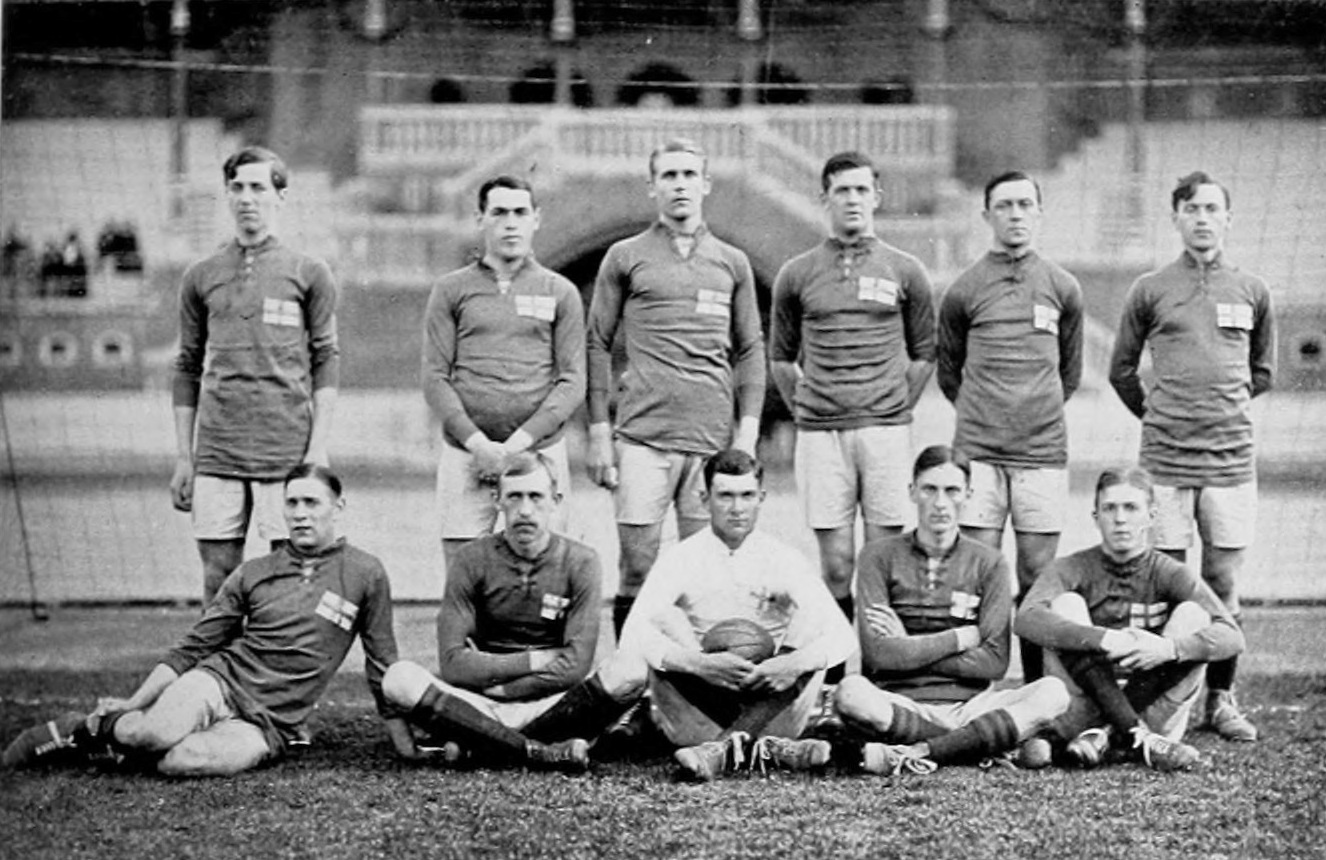
Die schwedische Fußballmannschaft bei den Olympischen Sommerspielen 1912

| Mannschaft | Disziplin | Achtelfinale    | Viertelfinale   | Halbfinale      | Finale          | Platz   |
| Mannschaft | Disziplin | Gegner Ergebnis | Gegner Ergebnis | Gegner Ergebnis | Gegner Ergebnis | Platz   |
| --- | --------- | --------------- | --------------- | --------------- | --------------- | ------- |
| Karl Ansén, Helge Ekroth, Erik Börjesson, Ivar Svensson, Herman Myhrberg, Karl Gustafsson, Gustaf Sandberg, Ragnar Wicksell, Jacob Levin, Erik Bergström, Josef Börjesson, Erik Dahlström, Götrik Frykman, Konrad Törnqvist nicht eingesetzt: Teodor Malm, Oscar Gustafsson, Einar Johansson-Halling, Knut Nilsson, Henning Svensson, Erik Bergqvist Trainer: Charles Bunyan sr. | Männer    | Verloren 4–3    | nicht erreicht  | nicht erreicht  | nicht erreicht  | Neunter |

### Leichtathletik
| Athlet                                                        | Disziplin                     | Vorlauf           | Vorlauf           | Halbfinale        | Halbfinale        | Finale          | Finale         |
| Athlet                                                        | Disziplin                     | Ergebnis          | Platz             | Ergebnis          | Platz             | Ergebnis        | Platz          |
| ------------------------------------------------------------- | ----------------------------- | ----------------- | ----------------- | ----------------- | ----------------- | --------------- | -------------- |
| Arvid Åberg                                                   | Hammerwurf                    | nicht ausgetragen | nicht ausgetragen | 41,11 m           | Zehnter           | nicht erreicht  | nicht erreicht |
| Georg Åberg                                                   | Weitsprung                    | nicht ausgetragen | nicht ausgetragen | 7,04 m            | Dritter           | 7,18 m          | Dritter        |
| Georg Åberg                                                   | Dreisprung                    | nicht ausgetragen | nicht ausgetragen | 14,51 m           | Zweiter           | 14,51 m         | Zweiter        |
| Richard Åbrink                                                | Speerwurf                     | nicht ausgetragen | nicht ausgetragen | 52,20 m           | Sechster          | nicht erreicht  | nicht erreicht |
| Richard Åbrink                                                | Speerwurf (beidarmig)         | nicht ausgetragen | nicht ausgetragen | 93,12 m           | Sechster          | nicht erreicht  | nicht erreicht |
| Alexis Ahlgren                                                | Marathon                      | nicht ausgetragen | nicht ausgetragen | DNF               | DNF               |                 |                |
| Erik Almlöf                                                   | Dreisprung                    | nicht ausgetragen | nicht ausgetragen | 14,17 m           | Dritter           | 14,17 m         | Dritter        |
| Carl Andersson                                                | Marathon                      | nicht ausgetragen | nicht ausgetragen | nicht ausgetragen | nicht ausgetragen | 3:06:13,0 h     | 24.            |
| Hjalmar Andersson                                             | Crosslauf, Einzelwertung      | nicht ausgetragen | nicht ausgetragen | nicht ausgetragen | nicht ausgetragen | 45:44,8 h       | Zweiter        |
| Karl Bergh                                                    | Standweitsprung               | nicht ausgetragen | nicht ausgetragen | 2,95 m            | 18.               | nicht erreicht  | nicht erreicht |
| Karl Bergh                                                    | Standhochsprung               | nicht ausgetragen | nicht ausgetragen | 1,45 m            | Siebter           | nicht erreicht  | nicht erreicht |
| Thure Bergvall                                                | Marathon                      | nicht ausgetragen | nicht ausgetragen | nicht ausgetragen | nicht ausgetragen | DNF             | DNF            |
| Gustav Bétzen                                                 | Weitsprung                    | nicht ausgetragen | nicht ausgetragen | 6,24 m            | 21.               | nicht erreicht  | nicht erreicht |
| Evert Björn                                                   | 800 m                         | k. A.             | k. A.             | k. A.             | k. A.             | nicht erreicht  | nicht erreicht |
| Evert Björn                                                   | 1500 m                        | nicht ausgetragen | nicht ausgetragen | 4:07,2 min        | k. A.             | k. A.           | k. A.          |
| Gunnar Bolander                                               | Diskuswurf                    | nicht ausgetragen | nicht ausgetragen | 36,22 min         | 26.               | nicht erreicht  | nicht erreicht |
| Thage Brauer                                                  | Hochsprung                    | nicht ausgetragen | nicht ausgetragen | 1,60 m            | 28.               | nicht erreicht  | nicht erreicht |
| Gustaf Carlén                                                 | Crosslauf, Einzelwertung      | nicht ausgetragen | nicht ausgetragen | nicht ausgetragen | nicht ausgetragen | 51:26,8 min     | 21.            |
| Mauritz Carlsson                                              | 5000 m                        | nicht ausgetragen | nicht ausgetragen | 15:34,6 min       | Zehnter           | 15:18,6 min     | Siebter        |
| Mauritz Carlsson                                              | 10.000 m                      | nicht ausgetragen | nicht ausgetragen | 33:06,2 min       | Fünfter           | DNF             | DNF            |
| Janne Dahl                                                    | Speerwurf                     | nicht ausgetragen | nicht ausgetragen | 45,67 m           | 15.               | nicht erreicht  | nicht erreicht |
| Hjalmar Dahlberg                                              | Marathon                      | nicht ausgetragen | nicht ausgetragen | nicht ausgetragen | nicht ausgetragen | 3:13:32,2 h     | 27.            |
| John Dahlin                                                   | 400 m                         | 51,0 s            | k. A.             | DNS               | DNS               | nicht erreicht  | nicht erreicht |
| Ragnar Ekberg                                                 | 100 m                         | k. A.             | k. A.             | nicht erreicht    | nicht erreicht    | nicht erreicht  | nicht erreicht |
| Ragnar Ekberg                                                 | Standweitsprung               | nicht ausgetragen | nicht ausgetragen | 3,03 m            | 13.               | nicht erreicht  | nicht erreicht |
| John Eke                                                      | 10.000 m                      | nicht ausgetragen | nicht ausgetragen | 34:55,8 min       | 14.               | DNS             | DNS            |
| John Eke                                                      | Crosslauf, Einzelwertung      | nicht ausgetragen | nicht ausgetragen | nicht ausgetragen | nicht ausgetragen | 46:37,6 min     | Dritter        |
| Leif Ekman                                                    | Standhochsprung               | nicht ausgetragen | nicht ausgetragen | 1,45 m            | Siebter           | nicht erreicht  | nicht erreicht |
| Hugo Ericson                                                  | Fünfkampf                     | nicht ausgetragen | nicht ausgetragen | nicht ausgetragen | nicht ausgetragen | Ausgeschieden   | 18.            |
| Eskil Falk                                                    | Speerwurf                     | nicht ausgetragen | nicht ausgetragen | keine Weite       | 24.               | nicht erreicht  | nicht erreicht |
| Nils Fjästad                                                  | Fünfkampf                     | nicht ausgetragen | nicht ausgetragen | nicht ausgetragen | nicht ausgetragen | Ausgeschieden   | Elfter         |
| Folke Fleetwood                                               | Diskuswurf                    | nicht ausgetragen | nicht ausgetragen | 35,06 m           | 28.               | nicht erreicht  | nicht erreicht |
| Folke Fleetwood                                               | Diskuswurf (beidarmig)        | nicht ausgetragen | nicht ausgetragen | 68,22 m           | Siebter           | nicht erreicht  | nicht erreicht |
| Bror Fock                                                     | 10.000 m                      | nicht ausgetragen | nicht ausgetragen | DNF               | DNF               | nicht erreicht  | nicht erreicht |
| Bror Fock                                                     | Crosslauf, Einzelwertung      | nicht ausgetragen | nicht ausgetragen | nicht ausgetragen | nicht ausgetragen | 50:15,8 min     | 17.            |
| Erik Frisell                                                  | 800 m                         | 1:59,2 min        | k. A.             | nicht erreicht    | nicht erreicht    | nicht erreicht  | nicht erreicht |
| Nils Frykberg                                                 | 1500 m                        | nicht ausgetragen | nicht ausgetragen | k. A.             | k. A.             | nicht erreicht  | nicht erreicht |
| Clas Gille                                                    | Stabhochsprung                | nicht ausgetragen | nicht ausgetragen | 3,60 m            | Zwölfter          | nicht erreicht  | nicht erreicht |
| Emil Grandell                                                 | 200 m                         | k. A.             | k. A.             | nicht erreicht    | nicht erreicht    | nicht erreicht  | nicht erreicht |
| William Grüner                                                | Marathon                      | nicht ausgetragen | nicht ausgetragen | nicht ausgetragen | nicht ausgetragen | DNF             | DNF            |
| David Guttman                                                 | Marathon                      | nicht ausgetragen | nicht ausgetragen | nicht ausgetragen | nicht ausgetragen | DNF             | DNF            |
| Viktor Hackberg                                               | Hammerwurf                    | nicht ausgetragen | nicht ausgetragen | 38,44 m           | 13.               | nicht erreicht  | nicht erreicht |
| Viktor Hackberg                                               | Zehnkampf                     | nicht ausgetragen | nicht ausgetragen | nicht ausgetragen | nicht ausgetragen | 1694,600 Punkte | 27.            |
| Sten Hagander                                                 | Speerwurf (beidarmig)         | nicht ausgetragen | nicht ausgetragen | 86,80 m           | Elfter            | nicht erreicht  | nicht erreicht |
| Karl Haglund                                                  | 800 m                         | 2:01,2 min        | k. A.             | nicht erreicht    | nicht erreicht    | nicht erreicht  | nicht erreicht |
| Gösta Hallberg                                                | Hochsprung                    | nicht ausgetragen | nicht ausgetragen | 1,75 m            | 13.               | nicht erreicht  | nicht erreicht |
| Carl Hårleman                                                 | Stabhochsprung                | nicht ausgetragen | nicht ausgetragen | 3,60 m            | Zwölfter          | nicht erreicht  | nicht erreicht |
| Edvin Hellgren                                                | Crosslauf, Einzelwertung      | nicht ausgetragen | nicht ausgetragen | nicht ausgetragen | nicht ausgetragen | DNF             | DNF            |
| Gustaf Holmér                                                 | Hochsprung                    | nicht ausgetragen | nicht ausgetragen | 1,60 m            | 28.               | nicht erreicht  | nicht erreicht |
| Gustaf Holmér                                                 | Fünfkampf                     | nicht ausgetragen | nicht ausgetragen | nicht ausgetragen | nicht ausgetragen | Ausgeschieden   | Achter         |
| Gustaf Holmér                                                 | Zehnkampf                     | nicht ausgetragen | nicht ausgetragen | nicht ausgetragen | nicht ausgetragen | 7347,855 Punkte | Dritter        |
| Sigfrid Jacobsson                                             | Marathon                      | nicht ausgetragen | nicht ausgetragen | nicht ausgetragen | nicht ausgetragen | 2:43:24,9 h     | Sechster       |
| Skotte Jacobsson                                              | 100 m                         | k. A.             | k. A.             | nicht erreicht    | nicht erreicht    | nicht erreicht  | nicht erreicht |
| Skotte Jacobsson                                              | 200 m                         | k. A.             | k. A.             | k. A.             | k. A.             | nicht erreicht  | nicht erreicht |
| Skotte Jacobsson                                              | Dreisprung                    | nicht ausgetragen | nicht ausgetragen | 13,33 m           | 17.               | nicht erreicht  | nicht erreicht |
| Skotte Jacobsson                                              | Zehnkampf                     | nicht ausgetragen | nicht ausgetragen | nicht ausgetragen | nicht ausgetragen | 2667,500 Punkte | 21.            |
| Carl Jahnzon                                                  | Hammerwurf                    | nicht ausgetragen | nicht ausgetragen | 42,58 m           | Achter            | nicht erreicht  | nicht erreicht |
| Gunnar Johnson                                                | Hammerwurf                    | nicht ausgetragen | nicht ausgetragen | 39,92 m           | Elfter            | nicht erreicht  | nicht erreicht |
| John Klintberg                                                | Crosslauf, Einzelwertung      | nicht ausgetragen | nicht ausgetragen | nicht ausgetragen | nicht ausgetragen | DNF             | DNF            |
| Anders Krigsman                                               | Speerwurf                     | nicht ausgetragen | nicht ausgetragen | 46,71 m           | 14.               | nicht erreicht  | nicht erreicht |
| Anders Krigsman                                               | Speerwurf (beidarmig)         | nicht ausgetragen | nicht ausgetragen | 85,80 m           | 13.               | nicht erreicht  | nicht erreicht |
| Erik Kugelberg                                                | Fünfkampf                     | nicht ausgetragen | nicht ausgetragen | nicht ausgetragen | nicht ausgetragen | Ausgeschieden   | 15.            |
| Erik Kugelberg                                                | Zehnkampf                     | nicht ausgetragen | nicht ausgetragen | nicht ausgetragen | nicht ausgetragen | 6758,780 Punkte | Achter         |
| Karl-Axel Kullerstrand                                        | Hochsprung                    | nicht ausgetragen | nicht ausgetragen | 1,83 m            | Erster            | 1,83 m          | Achter         |
| Algot Larsson                                                 | Speerwurf                     | nicht ausgetragen | nicht ausgetragen | 43,18 m           | 21.               | nicht erreicht  | nicht erreicht |
| Brynolf Larsson                                               | 10.000 m                      | nicht ausgetragen | nicht ausgetragen | DNF               | DNF               | nicht erreicht  | nicht erreicht |
| Brynolf Larsson                                               | Crosslauf, Einzelwertung      | nicht ausgetragen | nicht ausgetragen | nicht ausgetragen | nicht ausgetragen | 47:37,4 m       | Neunter        |
| Eric Lemming                                                  | Speerwurf                     | nicht ausgetragen | nicht ausgetragen | 57,42 m (OR)      | Erster            | 60,64 m (OR)    | Olympiasieger  |
| Eric Lemming                                                  | Diskuswurf (beidarmig)        | nicht ausgetragen | nicht ausgetragen | 67,08 m           | Elfter            | nicht erreicht  | nicht erreicht |
| Eric Lemming                                                  | Speerwurf (beidarmig)         | nicht ausgetragen | nicht ausgetragen | 98,59 m           | Vierter           | nicht erreicht  | nicht erreicht |
| Oscar Lemming                                                 | Fünfkampf                     | nicht ausgetragen | nicht ausgetragen | nicht ausgetragen | nicht ausgetragen | Ausgeschieden   | Zehnter        |
| Carl Johan Lind                                               | Diskuswurf                    | nicht ausgetragen | nicht ausgetragen | 36,07 m           | 27.               | nicht erreicht  | nicht erreicht |
| Carl Johan Lind                                               | Hammerwurf                    | nicht ausgetragen | nicht ausgetragen | 45,61 m           | Fünfter           | nicht erreicht  | nicht erreicht |
| Carl Johan Lind                                               | Diskuswurf (beidarmig)        | nicht ausgetragen | nicht ausgetragen | 68,02 m           | Achter            | nicht erreicht  | nicht erreicht |
| Axel Lindahl                                                  | Crosslauf, Einzelwertung      | nicht ausgetragen | nicht ausgetragen | nicht ausgetragen | nicht ausgetragen | DNF             | DNF            |
| Knut Lindberg                                                 | 100 m                         | 11,6 s            | k. A.             | k. A.             | k. A.             | nicht erreicht  | nicht erreicht |
| Knut Lindberg                                                 | 200 m                         | 23,1 s            | k. A.             | 22,5 s            | k. A.             | nicht erreicht  | nicht erreicht |
| Gustaf Lindblom                                               | Dreisprung                    | nicht ausgetragen | nicht ausgetragen | 14,76 m           | Erster            | 14,76 m         | Olympiasieger  |
| Karl Lindblom                                                 | 200 m                         | k. A.             | k. A.             | nicht erreicht    | nicht erreicht    | nicht erreicht  | nicht erreicht |
| Nils Linde                                                    | Hammerwurf                    | nicht ausgetragen | nicht ausgetragen | 43,32 m           | Siebter           | nicht erreicht  | nicht erreicht |
| Nils Linde                                                    | Diskuswurf (beidarmig)        | nicht ausgetragen | nicht ausgetragen | 67,10 m           | Neunter           | nicht erreicht  | nicht erreicht |
| Eric Lindholm                                                 | 400 m                         | 51,4 m            | k. A.             | 50,2 m            | k. A.             | nicht erreicht  | nicht erreicht |
| Eric Lindholm                                                 | 800 m                         | 2:01,5 min        | k. A.             | nicht erreicht    | nicht erreicht    | nicht erreicht  | nicht erreicht |
| Inge Lindholm                                                 | Dreisprung                    | nicht ausgetragen | nicht ausgetragen | 13,74 m           | Zwölfter          | nicht erreicht  | nicht erreicht |
| Inge Lindholm                                                 | Fünfkampf                     | nicht ausgetragen | nicht ausgetragen | nicht ausgetragen | nicht ausgetragen | Ausgeschieden   | Achter         |
| Gustaf Ljunggren                                              | Standweitsprung               | nicht ausgetragen | nicht ausgetragen | 3,09 m            | Elfter            | nicht erreicht  | nicht erreicht |
| Charles Lomberg                                               | Weitsprung                    | nicht ausgetragen | nicht ausgetragen | 6,62 m            | 17.               | nicht erreicht  | nicht erreicht |
| Charles Lomberg                                               | Fünfkampf                     | nicht ausgetragen | nicht ausgetragen | nicht ausgetragen | nicht ausgetragen | Ausgeschieden   | 15.            |
| Charles Lomberg                                               | Zehnkampf                     | nicht ausgetragen | nicht ausgetragen | nicht ausgetragen | nicht ausgetragen | 7413,510 Punkte | Zweiter        |
| Ivan Lönnberg                                                 | Marathon                      | nicht ausgetragen | nicht ausgetragen | nicht ausgetragen | nicht ausgetragen | DNF             | DNF            |
| Ivar Lundberg                                                 | Marathon                      | nicht ausgetragen | nicht ausgetragen | nicht ausgetragen | nicht ausgetragen | 3:16:35,2 h     | 28.            |
| Klas Lundström                                                | 5000 m                        | nicht ausgetragen | nicht ausgetragen | DNF               | DNF               | nicht erreicht  | nicht erreicht |
| Klas Lundström                                                | Crosslauf, Einzelwertung      | nicht ausgetragen | nicht ausgetragen | nicht ausgetragen | nicht ausgetragen | 48:45,4 min     | 13.            |
| Charles Luther                                                | 100 m                         | 12,4 s            | k. A.             | k. A.             | k. A.             | nicht erreicht  | nicht erreicht |
| Charles Luther                                                | 200 m                         | 23,6 s            | k. A.             | 22,3 s            | k. A.             | nicht erreicht  | nicht erreicht |
| Emil Magnusson                                                | Diskuswurf                    | nicht ausgetragen | nicht ausgetragen | 39,91 m           | Achter            | nicht erreicht  | nicht erreicht |
| Emil Magnusson                                                | Diskuswurf (beidarmig)        | nicht ausgetragen | nicht ausgetragen | 75,35 m           | Zweiter           | 77,37 m         | Dritter        |
| Helmer Måhl                                                   | Standhochsprung               | nicht ausgetragen | nicht ausgetragen | 1,30 m            | 17.               | nicht erreicht  | nicht erreicht |
| Gustaf Malmsten                                               | Standweitsprung               | nicht ausgetragen | nicht ausgetragen | 3,20 m            | Vierter           | nicht erreicht  | nicht erreicht |
| Ragnar Mattson                                                | Hochsprung                    | nicht ausgetragen | nicht ausgetragen | 1,70 m            | 23.               | nicht erreicht  | nicht erreicht |
| Douglas Melin                                                 | Standweitsprung               | nicht ausgetragen | nicht ausgetragen | 3,02 m            | 14.               | nicht erreicht  | nicht erreicht |
| Bror Modigh                                                   | 5000 m                        | nicht ausgetragen | nicht ausgetragen | 16:07,1 min       | k. A.             | nicht erreicht  | nicht erreicht |
| Edvard Möller                                                 | Standweitsprung               | nicht ausgetragen | nicht ausgetragen | 3,14 m            | Fünfter           | nicht erreicht  | nicht erreicht |
| Edvard Möller                                                 | Standhochsprung               | nicht ausgetragen | nicht ausgetragen | 1,50 m            | Erster            | 1,50 m          | Vierter        |
| Gustav Möller                                                 | 200 m                         | k. A.             | k. A.             | nicht erreicht    | nicht erreicht    | nicht erreicht  | nicht erreicht |
| Gustav Möller                                                 | 400 m                         | k. A.             | k. A.             | nicht erreicht    | nicht erreicht    | nicht erreicht  | nicht erreicht |
| Henning Möller                                                | Diskuswurf                    | nicht ausgetragen | nicht ausgetragen | 32,23 m           | 37.               | nicht erreicht  | nicht erreicht |
| Ivan Möller                                                   | 100 m                         | 11,5 s            | k. A.             | k. A.             | k. A.             | nicht erreicht  | nicht erreicht |
| Ivan Möller                                                   | 200 m                         | 23,6 s            | k. A.             | 22,4 s            | k. A.             | nicht erreicht  | nicht erreicht |
| Calle Nilsson                                                 | Marathon                      | nicht ausgetragen | nicht ausgetragen | nicht ausgetragen | nicht ausgetragen | 3:26:56,4 h     | 32.            |
| Einar Nilsson                                                 | Kugelstoßen                   | nicht ausgetragen | nicht ausgetragen | 12,62 m           | Siebter           | nicht erreicht  | nicht erreicht |
| Einar Nilsson                                                 | Diskuswurf                    | nicht ausgetragen | nicht ausgetragen | 39,69 m           | Zehnter           | nicht erreicht  | nicht erreicht |
| Einar Nilsson                                                 | Kugelstoßen (beidarmig)       | nicht ausgetragen | nicht ausgetragen | 23,37 m           | Fünfter           | nicht erreicht  | nicht erreicht |
| Einar Nilsson                                                 | Diskuswurf (beidarmig)        | nicht ausgetragen | nicht ausgetragen | 71,40 m           | Vierter           | nicht erreicht  | nicht erreicht |
| Einar Nilsson                                                 | Fünfkampf                     | nicht ausgetragen | nicht ausgetragen | nicht ausgetragen | nicht ausgetragen | Ausgeschieden   | 14.            |
| Einar Nilsson                                                 | Zehnkampf                     | nicht ausgetragen | nicht ausgetragen | nicht ausgetragen | nicht ausgetragen | 2925,200 Punkte | 19.            |
| Gunnar Nilsson                                                | Diskuswurf                    | nicht ausgetragen | nicht ausgetragen | 37,44 m           | 23.               | nicht erreicht  | nicht erreicht |
| Gunnar Nilsson                                                | Diskuswurf (beidarmig)        | nicht ausgetragen | nicht ausgetragen | 67,09 m           | Zehnter           | nicht erreicht  | nicht erreicht |
| Magnus Nilsson                                                | Stabhochsprung                | nicht ausgetragen | nicht ausgetragen | 3,20 m            | 18.               | nicht erreicht  | nicht erreicht |
| Otto Nilsson                                                  | Diskuswurf                    | nicht ausgetragen | nicht ausgetragen | 31,07 m           | 40.               | nicht erreicht  | nicht erreicht |
| Otto Nilsson                                                  | Speerwurf                     | nicht ausgetragen | nicht ausgetragen | 49,18 m           | Zehnter           | nicht erreicht  | nicht erreicht |
| Otto Nilsson                                                  | Speerwurf (beidarmig)         | nicht ausgetragen | nicht ausgetragen | 88,90 m           | Achter            | nicht erreicht  | nicht erreicht |
| Gustaf Nordén                                                 | Dreisprung                    | nicht ausgetragen | nicht ausgetragen | 13,81 m           | Zehnter           | nicht erreicht  | nicht erreicht |
| Henrik Nordström                                              | 5000 m                        | nicht ausgetragen | nicht ausgetragen | 15:49,1 min       | Zwölfter          | DNS             | DNS            |
| Henrik Nordström                                              | Crosslauf, Einzelwertung      | nicht ausgetragen | nicht ausgetragen | nicht ausgetragen | nicht ausgetragen | DNF             | DNF            |
| Albert Öberg                                                  | 10.000 m                      | nicht ausgetragen | nicht ausgetragen | 35:45,0 min       | 16.               | nicht erreicht  | nicht erreicht |
| Hjalmar Ohlsson                                               | Dreisprung                    | nicht ausgetragen | nicht ausgetragen | 14,01 m           | Siebter           | nicht erreicht  | nicht erreicht |
| Patrik Ohlsson                                                | Weitsprung                    | nicht ausgetragen | nicht ausgetragen | 6,28 m            | 20.               | nicht erreicht  | nicht erreicht |
| Patrik Ohlsson                                                | Dreisprung                    | nicht ausgetragen | nicht ausgetragen | 13,45 m           | 15.               | nicht erreicht  | nicht erreicht |
| Thorild Olsson                                                | 5000 m                        | nicht ausgetragen | nicht ausgetragen | 15:25,2 min       | Fünfter           | DNS             | DNS            |
| Arvid Ohrling                                                 | Speerwurf                     | nicht ausgetragen | nicht ausgetragen | 45,32 m           | 16.               | nicht erreicht  | nicht erreicht |
| Arvid Ohrling                                                 | Speerwurf (beidarmig)         | nicht ausgetragen | nicht ausgetragen | 87,17 m           | Zehnter           | nicht erreicht  | nicht erreicht |
| Robert Olsson                                                 | Hammerwurf (beidarmig)        | nicht ausgetragen | nicht ausgetragen | 46,50 m           | Vierter           | nicht erreicht  | nicht erreicht |
| Svante Olsson                                                 | Speerwurf                     | nicht ausgetragen | nicht ausgetragen | 46,94 m           | 13.               | nicht erreicht  | nicht erreicht |
| Ture Person                                                   | 100 m                         | k. A.             | k. A.             | nicht erreicht    | nicht erreicht    | nicht erreicht  | nicht erreicht |
| Ture Person                                                   | 200 m                         | 23,2 s            | k. A.             | k. A.             | k. A.             | nicht erreicht  | nicht erreicht |
| Martin Persson                                                | 5000 m                        | nicht ausgetragen | nicht ausgetragen | DNF               | DNF               | nicht erreicht  | nicht erreicht |
| Martin Persson                                                | 10.000 m                      | nicht ausgetragen | nicht ausgetragen | 34:18,6 min       | Elfter            | DNS             | DNS            |
| Gunnar Rönström                                               | Zehnkampf                     | nicht ausgetragen | nicht ausgetragen | nicht ausgetragen | nicht ausgetragen | 2446,950 Punkte | 22.            |
| Sander Santesson                                              | Stabhochsprung                | nicht ausgetragen | nicht ausgetragen | 3,20 m            | 18.               | nicht erreicht  | nicht erreicht |
| Richard Sjöberg                                               | Hochsprung                    | nicht ausgetragen | nicht ausgetragen | 1,75 m            | 13.               | nicht erreicht  | nicht erreicht |
| Richard Sjöberg                                               | Stabhochsprung                | nicht ausgetragen | nicht ausgetragen | 3,60 m            | Zwölfter          | nicht erreicht  | nicht erreicht |
| Rolf Smedmark                                                 | 100 m                         | k. A.             | k. A.             | DNF               | DNF               | nicht erreicht  | nicht erreicht |
| Rolf Smedmark                                                 | Standhochsprung               | nicht ausgetragen | nicht ausgetragen | 1,45 m            | Siebter           | nicht erreicht  | nicht erreicht |
| Karl Sonne                                                    | Speerwurf                     | nicht ausgetragen | nicht ausgetragen | 47,85 m           | Elfter            | nicht erreicht  | nicht erreicht |
| Karl Sonne                                                    | Speerwurf (beidarmig)         | nicht ausgetragen | nicht ausgetragen | 84,96 m           | 14.               | nicht erreicht  | nicht erreicht |
| Knut Stenborg                                                 | 200 m                         | k. A.             | k. A.             | nicht erreicht    | nicht erreicht    | nicht erreicht  | nicht erreicht |
| Knut Stenborg                                                 | 400 m                         | 1:01,6 min        | k. A.             | 50,5 s            | k. A.             | nicht erreicht  | nicht erreicht |
| Johan Sundkvist                                               | Crosslauf, Einzelwertung      | nicht ausgetragen | nicht ausgetragen | nicht ausgetragen | nicht ausgetragen | 47:40,0 min     | Zehnter        |
| Hugo Svensson                                                 | Stabhochsprung                | nicht ausgetragen | nicht ausgetragen | 3,20 m            | 18.               | nicht erreicht  | nicht erreicht |
| Josef Ternström                                               | Crosslauf, Einzelwertung      | nicht ausgetragen | nicht ausgetragen | nicht ausgetragen | nicht ausgetragen | 47:07,1 min     | Fünfter        |
| Gustaf Törnros                                                | Marathon                      | nicht ausgetragen | nicht ausgetragen | nicht ausgetragen | nicht ausgetragen | DNF             | DNF            |
| Bertil Uggla                                                  | Stabhochsprung                | nicht ausgetragen | nicht ausgetragen | 3,65 m            | Erster            | 3,80 m          | Dritter        |
| Paulus af Uhr                                                 | Hochsprung                    | nicht ausgetragen | nicht ausgetragen | 1,70              | 23.               | nicht erreicht  | nicht erreicht |
| Hugo Wieslander                                               | Fünfkampf                     | nicht ausgetragen | nicht ausgetragen | nicht ausgetragen | nicht ausgetragen | 32 Punkte       | Siebter        |
| Hugo Wieslander                                               | Zehnkampf                     | nicht ausgetragen | nicht ausgetragen | nicht ausgetragen | nicht ausgetragen | 7724,495 Punkte | Olympiasieger  |
| Jacob Westberg                                                | Marathon                      | nicht ausgetragen | nicht ausgetragen | nicht ausgetragen | nicht ausgetragen | 3:02:05,2 h     | 22.            |
| Ernst Wide                                                    | 1500 m                        | nicht ausgetragen | nicht ausgetragen | 4:06,0 min        | k. A.             | 3:57,6 min      | Fünfter        |
| John Zander                                                   | 1500 m                        | nicht ausgetragen | nicht ausgetragen | 4:05,5 min        | Dritter           | 4:02,0 min      | Siebter        |
| Paul Zerling                                                  | 400 m                         | 55.4              | k. A.             | k. A.             | k. A.             | nicht erreicht  | nicht erreicht |
| Hjalmar Andersson John Eke Josef Ternström                    | Crosslauf, Mannschaftswertung | nicht ausgetragen | nicht ausgetragen | nicht ausgetragen | nicht ausgetragen | 10 Punkte       | Olympiasieger  |
| John Dahlin Eric Lindholm Knut Stenborg Paul Zerling          | 4 × 400 m Staffel             | nicht ausgetragen | nicht ausgetragen | 3:25,0 min        | Fünfter           | nicht erreicht  | nicht erreicht |
| Bror Fock Nils Frykberg Thorild Olsson Ernst Wide John Zander | 3000 m Mannschaft             | nicht ausgetragen | nicht ausgetragen | 9 Punkte          | k. A.             | 13 Punkte       | 2              |
| Knut Lindberg Charles Luther Ivan Möller Ture Person          | 4 × 100 m Staffel             | 43,6 s (OR)       | Erster            | 42,5 s (OR)       | Zweiter           | 42,6 s          | Zweiter        |

### Moderner Fünfkampf
| Athlet            | Pistolenschießen | Schwimmen | Degenfechten | Springreiten | Querfeldeinlauf | Punkte | Platz         |
| Platz             | Platz            | Platz     | Platz        | Platz        | Platz           | Punkte | Platz         |
| ----------------- | ---------------- | --------- | ------------ | ------------ | --------------- | ------ | ------------- |
| Gösta Åsbrink     | 1                | 4         | 15           | 7            | 1               | 28     | Zweiter       |
| Eric Carlberg     | 8                | DNF       | DNF          | DNF          | DNF             | DNF    | DNF           |
| Åke Grönhagen     | 18               | 5         | 1            | 1            | 10              | 35     | 4             |
| Nils Häggström    | 13               | 15        | 18           | 20           | 2               | 68     | 12            |
| Erik de Laval     | 7                | 13        | 11           | DNF          | DNF             | DNF    | DNF           |
| Georg de Laval    | 2                | 3         | 10           | 3            | 12              | 30     | Dritter       |
| Patrik de Laval   | 5                | 17        | 13           | 17           | 20              | 72     | 14            |
| Gustaf Lewenhaupt | 24               | 12        | 19           | 15           | 4               | 74     | 17            |
| Gösta Lilliehöök  | 3                | 10        | 5            | 4            | 5               | 27     | Olympiasieger |
| Bror Mannström    | 14               | 14        | 16           | 2            | 9               | 55     | 7             |
| James Stranne     | 11               | 9         | 3            | 8            | 11              | 42     | 6             |
| Erik Wersäll      | 9                | 8         | 21           | 19           | 6               | 63     | 9             |

### Radsport
| Athlet                                           | Disziplin                  | Finale       | Finale   |
| Athlet                                           | Disziplin                  | Zeit         | Platz    |
| ------------------------------------------------ | -------------------------- | ------------ | -------- |
| Ernst Björk                                      | Einzelzeitfahren (320 km)  | 12:00:49,4 h | 51.      |
| Alexis Ekström                                   | Einzelzeitfahren (320 km)  | 11:14:50,7 h | Zwölfter |
| Erik Friborg                                     | Einzelzeitfahren (320 km)  | 11:04:17,0 h | Siebter  |
| Werner Karlsson                                  | Einzelzeitfahren (320 km)  | 11:24:18,0 h | 19.      |
| Karl Landsberg                                   | Einzelzeitfahren (320 km)  | DNF          | DNF      |
| Hjalmar Levin                                    | Einzelzeitfahren (320 km)  | DNF          | DNF      |
| Algot Lönn                                       | Einzelzeitfahren (320 km)  | 11:12:02,5 h | Zehnter  |
| Carl Lundquist                                   | Einzelzeitfahren (320 km)  | DNF          | DNF      |
| Ragnar Malm                                      | Einzelzeitfahren (320 km)  | 11:08:14,5 h | Achter   |
| Henrik Morén                                     | Einzelzeitfahren (320 km)  | 11:21:31,9 h | 15.      |
| Axel Persson                                     | Einzelzeitfahren (320 km)  | 11:10:59,6 h | Neunter  |
| Arvid Pettersson                                 | Einzelzeitfahren (320 km)  | DNF          | DNF      |
| Erik Friborg Ragnar Malm Axel Persson Algot Lönn | Mannschaftsfahren (320 km) | 44:35:33,6 h | Zweiter  |

### Reiten
| Athlet                                                                  | Pferd                          | Disziplin                  | Finale   | Finale        |
| Athlet                                                                  | Pferd                          | Disziplin                  | Ergebnis | Platz         |
| ----------------------------------------------------------------------- | ------------------------------ | -------------------------- | -------- | ------------- |
| Nils Adlercreutz                                                        | Ilex                           | Springreiten, Einzel       | 181      | Sechster      |
| Nils Adlercreutz                                                        | Atout                          | Vielseitigkeit, Einzel     | 46,31    | Vierter       |
| Hans von Blixen-Finecke senior                                          | Maggie                         | Dressur, Einzel            | 32       | Dritter       |
| Gustaf Adolf Boltenstern senior                                         | Neptun                         | Dressur, Einzel            | 21       | Zweiter       |
| Carl Bonde                                                              | Emperor                        | Dressur, Einzel            | 15       | Olympiasieger |
| Ernst Casparsson                                                        | Kiriki                         | Springreiten, Einzel       | 181      | Sechster      |
| Ernst Casparsson                                                        | Ermelin                        | Vielseitigkeit, Einzel     | 46,16    | Fünfter       |
| Åke Hök                                                                 | Mona                           | Springreiten, Einzel       | 170      | 22.           |
| Henric Horn af Åminne                                                   | Omen                           | Vielseitigkeit, Einzel     | 45,85    | Zehnter       |
| Carl Kruckenberg                                                        | Kartusch                       | Dressur, Einzel            | 51       | Achter        |
| Charles Lewenhaupt                                                      | Arno                           | Springreiten, Einzel       | 180      | Neunter       |
| Gustaf Lewenhaupt                                                       | Medusa                         | Springreiten, Einzel       | 180      | Neunter       |
| Axel Nordlander                                                         | Lady Artist                    | Vielseitigkeit, Einzel     | 46,59    | Olympiasieger |
| Carl Rosenblad                                                          | Miss Hastings                  | Dressur, Einzel            | 43       | Fünfter       |
| Oscar af Ström                                                          | Irish Lass                     | Dressur, Einzel            | 47       | Sechster      |
| Carl-Axel Torén                                                         | Falken                         | Springreiten, Einzel       | 179      | 13.           |
| Gustaf Kilman Gustaf Lewenhaupt Hans von Rosen Fredrik Rosencrantz      | Gåtan Medusa Lord Iron Drabant | Springreiten, Mannschaft   | 545      | Olympiasieger |
| Nils Adlercreutz Ernst Casparsson Henric Horn af Åminne Axel Nordlander | Atout Irmelin Omen Lady Artist | Vielseitigkeit, Mannschaft | 139,06   | Olympiasieger |

### Ringen
| Athlet               | Disziplin                       | Erste Runde           | Zweite Runde                         | Dritte Runde         | Vierte Runde         | Fünfte Runde         | Sechste Runde     | Siebte Runde      | Finale                  | Finale                  | Finale                  | Platz         |
| Athlet               | Disziplin                       | Gegner Ergebnis       | Gegner Ergebnis                      | Gegner Ergebnis      | Gegner Ergebnis      | Gegner Ergebnis      | Gegner Ergebnis   | Gegner Ergebnis   | Gegner Match A Ergebnis | Gegner Match B Ergebnis | Gegner Match C Ergebnis | Platz         |
| -------------------- | ------------------------------- | --------------------- | ------------------------------------ | -------------------- | -------------------- | -------------------- | ----------------- | ----------------- | ----------------------- | ----------------------- | ----------------------- | ------------- |
| Anders Ahlgren       | Halbschwergewicht (bis 82,5 kg) | Freilos               | Martin Gewonnen Christensen Gewonnen | Lind Gewonnen        | Gardini Gewonnen     | Lindberg Gewonnen    | Freilos           | nicht ausgetragen | Varga Gewonnen          | Freilos                 | Böhling Zurückgezogen   | Zweiter       |
| Bruno Åkesson        | Federgewicht (bis 60 kg)        | Hestdahl Verloren     | Taylor Gewonnen                      | Zurückgezogen        | nicht erreicht       | nicht erreicht       | nicht erreicht    | nicht erreicht    | nicht erreicht          | nicht erreicht          | nicht erreicht          | 19.           |
| Carl-Georg Andersson | Federgewicht (bis 60 kg)        | Hansen Gewonnen       | Schärer Verloren                     | Pereira Gewonnen     | Koskelo Verloren     | nicht erreicht       | nicht erreicht    | nicht erreicht    | nicht erreicht          | nicht erreicht          | nicht erreicht          | Zwölfter      |
| Johan Andersson      | Halbschwergewicht (bis 82,5 kg) | Kopřiva Gewonnen      | Pikker Gewonnen                      | Lange Verloren       | Varga Verloren       | nicht erreicht       | nicht erreicht    | nicht ausgetragen | nicht erreicht          | nicht erreicht          | nicht erreicht          | Zehnter       |
| Mauritz Andersson    | Mittelgewicht (bis 75 kg)       | Barrier Gewonnen      | Carcereri Gewonnen                   | Lundsten Verloren    | Asikainen Verloren   | nicht erreicht       | nicht erreicht    | nicht erreicht    | nicht erreicht          | nicht erreicht          | nicht erreicht          | Elfter        |
| Arvid Beckman        | Federgewicht (bis 60 kg)        | Lasanen Verloren      | Gullaksen Gewonnen                   | Arneson Gewonnen     | Kangas Verloren      | nicht erreicht       | nicht erreicht    | nicht erreicht    | nicht erreicht          | nicht erreicht          | nicht erreicht          | Zwölfter      |
| Theodor Bergqvist    | Mittelgewicht (bis 75 kg)       | Miskey Verloren       | Klein Verloren                       | nicht erreicht       | nicht erreicht       | nicht erreicht       | nicht erreicht    | nicht erreicht    | nicht erreicht          | nicht erreicht          | nicht erreicht          | 26.           |
| Hugo Björklund       | Leichtgewicht (bis 67,5 kg)     | Phelps Gewonnen       | Heckel Verloren                      | Kolehmainen Verloren | nicht erreicht       | nicht erreicht       | nicht erreicht    | nicht erreicht    | nicht erreicht          | nicht erreicht          | nicht erreicht          | 23.           |
| Theodor Dahlberg     | Mittelgewicht (bis 75 kg)       | Westerlund Verloren   | Sewerow Verloren                     | nicht erreicht       | nicht erreicht       | nicht erreicht       | nicht erreicht    | nicht erreicht    | nicht erreicht          | nicht erreicht          | nicht erreicht          | 26.           |
| Karl Ekman           | Halbschwergewicht (bis 82,5 kg) | Varga Verloren        | Lindberg Verloren                    | nicht erreicht       | nicht erreicht       | nicht erreicht       | nicht erreicht    | nicht ausgetragen | nicht erreicht          | nicht erreicht          | nicht erreicht          | 19.           |
| Edvin Fältström      | Mittelgewicht (bis 75 kg)       | Antonopoulos Gewonnen | Kokotowitsch Gewonnen                | Merkle Verloren      | Gargano Gewonnen     | Jokinen Verloren     | nicht erreicht    | nicht erreicht    | nicht erreicht          | nicht erreicht          | nicht erreicht          | Siebter       |
| Bror Flygare         | Leichtgewicht (bis 67,5 kg)     | Halík Gewonnen        | Radvány Verloren                     | Zurückgezogen        | nicht erreicht       | nicht erreicht       | nicht erreicht    | nicht erreicht    | nicht erreicht          | nicht erreicht          | nicht erreicht          | 29.           |
| Ragnar Fogelmark     | Halbschwergewicht (bis 82,5 kg) | Salila Verloren       | Eriksen Verloren                     | nicht erreicht       | nicht erreicht       | nicht erreicht       | nicht erreicht    | nicht ausgetragen | nicht erreicht          | nicht erreicht          | nicht erreicht          | 19.           |
| Axel Frank           | Mittelgewicht (bis 75 kg)       | Sewerow Gewonnen      | Westerlund Gewonnen                  | Toduschek Verloren   | Zurückgezogen        | nicht erreicht       | nicht erreicht    | nicht erreicht    | nicht erreicht          | nicht erreicht          | nicht erreicht          | Elfter        |
| Claes Johanson       | Mittelgewicht (bis 75 kg)       | Toduschek Gewonnen    | Tirkkonen Gewonnen                   | Sewerow Gewonnen     | Lundsten Gewonnen    | Asikainen Verloren   | Jokinen Gewonnen  | Åberg Gewonnen    | Freilos                 | Asikainen Gewonnen      | Klein Gewonnen          | Olympiasieger |
| Frits Johansson      | Mittelgewicht (bis 75 kg)       | Hansen Gewonnen       | Somogyi Gewonnen                     | Tirkkonen Verloren   | Holm Verloren        | nicht erreicht       | nicht erreicht    | nicht erreicht    | nicht erreicht          | nicht erreicht          | nicht erreicht          | Elfter        |
| Hugo Johansson       | Federgewicht (bis 60 kg)        | Andersen Gewonnen     | Lysohn Gewonnen                      | Gerstacker Verloren  | Pongrácz Gewonnen    | Lasanen Verloren     | nicht erreicht    | nicht erreicht    | nicht erreicht          | nicht erreicht          | nicht erreicht          | 14.           |
| Martin Jonsson       | Leichtgewicht (bis 67,5 kg)     | Sándor Verloren       | Sauerhöfer Verloren                  | nicht erreicht       | nicht erreicht       | nicht erreicht       | nicht erreicht    | nicht erreicht    | nicht erreicht          | nicht erreicht          | nicht erreicht          | 29.           |
| David Karlsson       | Schwergewicht (über 82,5 kg)    | Saarela Verloren      | Pelander Verloren                    | nicht erreicht       | nicht erreicht       | nicht erreicht       | nicht erreicht    | nicht ausgetragen | nicht erreicht          | nicht erreicht          | nicht erreicht          | Zwölfter      |
| Karl Karlsson        | Federgewicht (bis 60 kg)        | Pawłowicz Verloren    | Beránek Verloren                     | nicht erreicht       | nicht erreicht       | nicht erreicht       | nicht erreicht    | nicht erreicht    | nicht erreicht          | nicht erreicht          | nicht erreicht          | 26.           |
| Harry Larsson        | Federgewicht (bis 60 kg)        | Stein Gewonnen        | Kangas Gewonnen                      | Akondinow Gewonnen   | Lasanen Verloren     | Leivonen Verloren    | nicht erreicht    | nicht erreicht    | nicht erreicht          | nicht erreicht          | nicht erreicht          | Neunter       |
| Frans Lindstrand     | Schwergewicht (über 82,5 kg)    | Gerstmans Gewonnen    | Olin Verloren                        | Saarela Verloren     | nicht erreicht       | nicht erreicht       | nicht erreicht    | nicht ausgetragen | nicht erreicht          | nicht erreicht          | nicht erreicht          | Neunter       |
| Carl Erik Lund       | Leichtgewicht (bis 67,5 kg)     | Heckel Gewonnen       | Phelps Gewonnen                      | Tanttu Verloren      | Kolehmainen Gewonnen | Freilos              | Wikström Gewonnen | Radvány Verloren  | nicht erreicht          | nicht erreicht          | nicht erreicht          | Vierter       |
| Gustaf Malmström     | Leichtgewicht (bis 67,5 kg)     | Urvikko Gewonnen      | Tirkkonen Gewonnen                   | Márkus Gewonnen      | Fischer Gewonnen     | Wikström Gewonnen    | Väre Verloren     | Freilos           | Freilos                 | Mattiasson Gewonnen     | Väre Verloren           | Zweiter       |
| Edvin Mattiasson     | Leichtgewicht (bis 67,5 kg)     | Dumrauf Gewonnen      | Cabal Gewonnen                       | Wikström Verloren    | Orosz Gewonnen       | Lofthus Gewonnen     | Balej Gewonnen    | Freilos           | Väre Verloren           | Malmström Verloren      | Freilos                 | Dritter       |
| Wiktor Melin         | Mittelgewicht (bis 75 kg)       | Lundsten Verloren     | Zurückgezogen                        | nicht erreicht       | nicht erreicht       | nicht erreicht       | nicht erreicht    | nicht erreicht    | nicht erreicht          | nicht erreicht          | nicht erreicht          | 26.           |
| Ernst Nilsson        | Schwergewicht (über 82,5 kg)    | Christensen Verloren  | Kopřiva Gewonnen                     | Gardini Gewonnen     | Lindberg Verloren    | nicht erreicht       | nicht erreicht    | nicht ausgetragen | nicht erreicht          | nicht erreicht          | nicht erreicht          | Zehnter       |
| Johan Nilsson        | Leichtgewicht (bis 67,5 kg)     | Sauerhöfer Gewonnen   | Sándor Gewonnen                      | Lofthus Gewonnen     | Wikström Verloren    | Salonen Gewonnen     | Radvány Verloren  | nicht erreicht    | nicht erreicht          | nicht erreicht          | nicht erreicht          | Sechster      |
| Erik Öberg           | Federgewicht (bis 60 kg)        | Taylor Gewonnen       | Hestdahl Gewonnen                    | Leivonen Verloren    | Pawłowicz Gewonnen   | Lehmusvirta Gewonnen | Haapanen Gewonnen | Lasanen Verloren  | nicht erreicht          | nicht erreicht          | nicht erreicht          | Vierter       |
| Sven Ohlsson         | Mittelgewicht (bis 75 kg)       | Sint Verloren         | Miskey Verloren                      | nicht erreicht       | nicht erreicht       | nicht erreicht       | nicht erreicht    | nicht erreicht    | nicht erreicht          | nicht erreicht          | nicht erreicht          | 26.           |
| Ewald Persson        | Federgewicht (bis 60 kg)        | Gullaksen Verloren    | Lasanen Verloren                     | nicht erreicht       | nicht erreicht       | nicht erreicht       | nicht erreicht    | nicht erreicht    | nicht erreicht          | nicht erreicht          | nicht erreicht          | 26.           |
| Richard Rydström     | Leichtgewicht (bis 67,5 kg)     | Orosz Verloren        | Wikström Verloren                    | nicht erreicht       | nicht erreicht       | nicht erreicht       | nicht erreicht    | nicht erreicht    | nicht erreicht          | nicht erreicht          | nicht erreicht          | 29.           |
| Alrik Sandberg       | Schwergewicht (über 82,5 kg)    | Lindfors Verloren     | Pelander Verloren                    | nicht erreicht       | nicht erreicht       | nicht erreicht       | nicht erreicht    | nicht ausgetragen | nicht erreicht          | nicht erreicht          | nicht erreicht          | Zwölfter      |
| Gottfrid Svensson    | Leichtgewicht (bis 67,5 kg)     | Laitinen Verloren     | Frydenlund Gewonnen                  | Radvány Gewonnen     | Balej Verloren       | nicht erreicht       | nicht erreicht    | nicht erreicht    | nicht erreicht          | nicht erreicht          | nicht erreicht          | 16.           |

### Rudern
| Athlet | Disziplin                          | Vorrunde          | Vorrunde          | Viertelfinale  | Viertelfinale  | Halbfinale     | Halbfinale     | Finale         | Finale         |
| Athlet | Disziplin                          | Result            | Platz             | Result         | Platz          | Result         | Platz          | Result         | Platz          |
| --- | ---------------------------------- | ----------------- | ----------------- | -------------- | -------------- | -------------- | -------------- | -------------- | -------------- |
| Einar Amundén Ragnar Bergstedt Gustaf Broberg Simon Ericsson Ivar Ryberg Anders Almqvist Arvid Svendel Leif Sörvik Gillis Ahlberg (Steuermann)         | Achter                             | k. A.             | k. A.             | nicht erreicht | nicht erreicht | nicht erreicht | nicht erreicht | nicht erreicht | nicht erreicht |
| Gustaf Brunkman Per Mattson Sebastian Tamm Ted Wachtmeister Conrad Brunkman William Bruhn-Möller Ture Rosvall Herman Dahlbäck Leo Wilkens (Steuermann) | Achter                             | Freilos           | Freilos           | k. A.          | k. A.          | nicht erreicht | nicht erreicht | nicht erreicht | nicht erreicht |
| Tage Johnson Axel Johansson Axel Gabrielsson Charles Gabrielsson Wilhelm Brandes (Steuermann)                                                          | Vierer mit Steuermann (Dollengigs) | nicht ausgetragen | nicht ausgetragen | k. A.          | k. A.          | nicht erreicht | nicht erreicht | nicht erreicht | nicht erreicht |
| John Lager Axel Eriksson Ernst Wetterstrand Gunnar Lager Karl Sundholm (Steuermann)                                                                    | Vierer mit Steuermann (Ausleger)   | k. A.             | k. A.             | nicht erreicht | nicht erreicht | nicht erreicht | nicht erreicht | nicht erreicht | nicht erreicht |
| Ture Rosvall William Bruhn-Möller Conrad Brunkman Herman Dahlbäck Leo Wilkens (Steuermann)                                                             | Vierer mit Steuermann (Dollengigs) | nicht ausgetragen | nicht ausgetragen | 7:51,5 min     | Erster         | 7:39,2 min     | Erster         | 7:56,9 min     | Zweiter        |

### Schießen
| Athlet                                                                                             | Disziplin                                           | Finale   | Finale        |
| Athlet                                                                                             | Disziplin                                           | Ergebnis | Platz         |
| -------------------------------------------------------------------------------------------------- | --------------------------------------------------- | -------- | ------------- |
| Per-Olof Arvidsson                                                                                 | Freies Gewehr 300 m                                 | 838      | 48.           |
| Per-Olof Arvidsson                                                                                 | Armeegewehr Dreistellungskampf                      | 87       | 18.           |
| Per-Olof Arvidsson                                                                                 | Laufender Hirsch 100 m Einzelschuss                 | 26       | 26.           |
| Per-Olof Arvidsson                                                                                 | Laufender Hirsch 100 m Doppelschuss                 | 68       | Vierter       |
| Edward Benedicks                                                                                   | Laufender Hirsch 100 m Einzelschuss                 | 26       | 26.           |
| Edward Benedicks                                                                                   | Laufender Hirsch 100 m Doppelschuss                 | 74       | Zweiter       |
| Edward Benedicks                                                                                   | Tontaubenschießen                                   | 34       | 38.           |
| Carl Björkman                                                                                      | Freies Gewehr 300 m                                 | 888      | 34.           |
| Tönnes Björkman                                                                                    | Freies Gewehr 300 m                                 | 947      | Achter        |
| Tönnes Björkman                                                                                    | Armeegewehr 600 m                                   | 81       | 25.           |
| Tönnes Björkman                                                                                    | Armeegewehr Dreistellungskampf                      | 88       | 14.           |
| Erik Blomqvist                                                                                     | Freies Gewehr 300 m                                 | 932      | Zehnter       |
| Gustaf Boivie                                                                                      | Schnellfeuerpistole 30 m                            | 272      | Elfter        |
| Gustaf Boivie                                                                                      | Beliebige Scheibenpistole 50 m                      | 401      | 42.           |
| Gustaf Boivie                                                                                      | Kleinkaliber 25 m – Verschwindendes Ziel            | 212      | 15.           |
| Otto Bökman                                                                                        | Tontaubenschießen                                   | 10       | 56.           |
| Erik Boström                                                                                       | Schnellfeuerpistole 30 m                            | 274      | 17.           |
| Erik Boström                                                                                       | Beliebige Scheibenpistole 50 m                      | 468      | Fünfter       |
| Erik Boström                                                                                       | Kleinkaliber 50 m                                   | 189      | Achter        |
| Eric Carlberg                                                                                      | Schnellfeuerpistole 30 m                            | 278      | Sechster      |
| Eric Carlberg                                                                                      | Beliebige Scheibenpistole 50 m                      | 452      | Zwölfter      |
| Eric Carlberg                                                                                      | Kleinkaliber 50 m                                   | 186      | 17.           |
| Eric Carlberg                                                                                      | Kleinkaliber 25 m – Verschwindendes Ziel            | 219      | 20.           |
| Vilhelm Carlberg                                                                                   | Schnellfeuerpistole 30 m                            | 274      | 15.           |
| Vilhelm Carlberg                                                                                   | Beliebige Scheibenpistole 50 m                      | 446      | 16.           |
| Vilhelm Carlberg                                                                                   | Kleinkaliber 50 m                                   | 185      | 21.           |
| Vilhelm Carlberg                                                                                   | Kleinkaliber 25 m – Verschwindendes Ziel            | 242      | Olympiasieger |
| Hugo Cederschiöld                                                                                  | Schnellfeuerpistole 30 m                            | 225      | 37.           |
| Hugo Cederschiöld                                                                                  | Beliebige Scheibenpistole 50 m                      | 352      | 51.           |
| Adolph Cederström                                                                                  | Laufender Hirsch 100 m Einzelschuss                 | 37       | Achter        |
| Wilhelm Dybäck                                                                                     | Laufender Hirsch 100 m Doppelschuss                 | 57       | 14.           |
| Johan Ekman                                                                                        | Laufender Hirsch 100 m Einzelschuss                 | 34       | Elfter        |
| Johan Ekman                                                                                        | Laufender Hirsch 100 m Doppelschuss                 | 58       | Zwölfter      |
| Johan Ekman                                                                                        | Tontaubenschießen                                   | 31       | 40.           |
| Gideon Ericsson                                                                                    | Beliebige Scheibenpistole 50 m                      | 408      | 37.           |
| Gideon Ericsson                                                                                    | Kleinkaliber 50 m                                   | 157      | 39.           |
| Gideon Ericsson                                                                                    | Kleinkaliber 25 m – Verschwindendes Ziel            | 231      | Dritter       |
| Herman Eriksson                                                                                    | Tontaubenschießen                                   | 14       | 41.           |
| Mauritz Eriksson                                                                                   | Freies Gewehr 300 m                                 | 922      | 14.           |
| Mauritz Eriksson                                                                                   | Armeegewehr 600 m                                   | 77       | 38.           |
| Carl Flodström                                                                                     | Armeegewehr Dreistellungskampf                      | 91       | Achter        |
| Hjalmar Frisell                                                                                    | Laufender Hirsch 100 m Doppelschuss                 | 58       | Zwölfter      |
| Hjalmar Frisell                                                                                    | Tontaubenschießen                                   | 38       | 29.           |
| Emil Gustafsson                                                                                    | Armeegewehr 600 m                                   | 85       | 15.           |
| Axel Gyllenkrok                                                                                    | Schnellfeuerpistole 30 m                            | 255      | 30.           |
| Axel Gyllenkrok                                                                                    | Kleinkaliber 25 m – Verschwindendes Ziel            | 227      | Sechster      |
| Arvid Hoflund                                                                                      | Armeegewehr Dreistellungskampf                      | 70       | 64.           |
| Johan Hübner von Holst                                                                             | Schnellfeuerpistole 30 m                            | 283      | Dritter       |
| Johan Hübner von Holst                                                                             | Kleinkaliber 50 m                                   | 189      | Neunter       |
| Johan Hübner von Holst                                                                             | Kleinkaliber 25 m – Verschwindendes Ziel            | 233      | Zweiter       |
| Werner Jernström                                                                                   | Freies Gewehr 300 m                                 | 912      | 20.           |
| Werner Jernström                                                                                   | Armeegewehr 600 m                                   | 88       | Sechster      |
| Werner Jernström                                                                                   | Armeegewehr Dreistellungskampf                      | 75       | 53.           |
| Ernst Johansson                                                                                    | Kleinkaliber 50 m                                   | 185      | 20.           |
| Hugo Johansson                                                                                     | Freies Gewehr 300 m                                 | 959      | Vierter       |
| Hugo Johansson                                                                                     | Armeegewehr 600 m                                   | 82       | 23.           |
| Erik Jonsson                                                                                       | Armeegewehr Dreistellungskampf                      | 86       | 19.           |
| Gustaf Adolf Jonsson                                                                               | Freies Gewehr 300 m                                 | 928      | Elfter        |
| Gustaf Adolf Jonsson                                                                               | Armeegewehr Dreistellungskampf                      | 88       | 16.           |
| Robert Jonsson                                                                                     | Freies Gewehr 300 m                                 | 875      | 37.           |
| Robert Jonsson                                                                                     | Armeegewehr 600 m                                   | 79       | 36.           |
| Robert Jonsson                                                                                     | Kleinkaliber 25 m – Verschwindendes Ziel            | 143      | 35.           |
| Nils Klein                                                                                         | Tontaubenschießen                                   | 10       | 56.           |
| Leonard Lagerlöf                                                                                   | Armeegewehr 600 m                                   | 81       | 29.           |
| Bernhard Larsson                                                                                   | Freies Gewehr 300 m                                 | 954      | Sechster      |
| Karl Larsson                                                                                       | Laufender Hirsch 100 m Einzelschuss                 | 39       | Vierter       |
| Georg de Laval                                                                                     | Schnellfeuerpistole 30 m                            | 277      | Siebter       |
| Georg de Laval                                                                                     | Beliebige Scheibenpistole 50 m                      | 470      | Vierter       |
| Patrik de Laval                                                                                    | Schnellfeuerpistole 30 m                            | 268      | 13.           |
| Emil Lindewald                                                                                     | Laufender Hirsch 100 m Einzelschuss                 | 27       | 24.           |
| Emil Lindewald                                                                                     | Laufender Hirsch 100 m Doppelschuss                 | 64       | Achter        |
| Anders Lindskog                                                                                    | Laufender Hirsch 100 m Einzelschuss                 | 39       | Vierter       |
| Anders Lindskog                                                                                    | Laufender Hirsch 100 m Doppelschuss                 | 67       | Sechster      |
| Robert Löfman                                                                                      | Beliebige Scheibenpistole 50 m                      | 423      | 29.           |
| Robert Löfman                                                                                      | Kleinkaliber 50 m                                   | 185      | 22.           |
| Robert Löfman                                                                                      | Kleinkaliber 25 m – Verschwindendes Ziel            | 221      | Zehnter       |
| Åke Lundeberg                                                                                      | Laufender Hirsch 100 m Einzelschuss                 | 41       | Zweiter       |
| Åke Lundeberg                                                                                      | Laufender Hirsch 100 m Doppelschuss                 | 79       | Olympiasieger |
| Åke Lundeberg                                                                                      | Tontaubenschießen                                   | 84       | 17.           |
| Gustaf Lyman                                                                                       | Laufender Hirsch 100 m Einzelschuss                 | 31       | 15.           |
| Gustaf Lyman                                                                                       | Laufender Hirsch 100 m Doppelschuss                 | 61       | Neunter       |
| Arthur Nordenswan                                                                                  | Kleinkaliber 50 m                                   | 186      | 16.           |
| Arthur Nordenswan                                                                                  | Kleinkaliber 25 m – Verschwindendes Ziel            | 200      | 28.           |
| Herman Nyberg                                                                                      | Tontaubenschießen                                   | 13       | 45.           |
| Fredrik Nyström                                                                                    | Beliebige Scheibenpistole 50 m                      | 426      | 25.           |
| Fredrik Nyström                                                                                    | Kleinkaliber 50 m                                   | 187      | 15.           |
| Torsten Nyström                                                                                    | Armeegewehr 600 m                                   | 69       | 66.           |
| Torsten Nyström                                                                                    | Armeegewehr Dreistellungskampf                      | 81       | 40.           |
| Erik Odelberg                                                                                      | Kleinkaliber 50 m                                   | 179      | 28.           |
| Erik Odelberg                                                                                      | Kleinkaliber 25 m – Verschwindendes Ziel            | 219      | Elfter        |
| Erik Ohlsson                                                                                       | Armeegewehr 600 m                                   | 81       | 28.           |
| Erik Ohlsson                                                                                       | Armeegewehr Dreistellungskampf                      | 86       | 21.           |
| Ruben Örtegren                                                                                     | Kleinkaliber 50 m                                   | 186      | 19.           |
| Ruben Örtegren                                                                                     | Armeegewehr 600 m                                   | 74       | 49.           |
| Paul Palén                                                                                         | Schnellfeuerpistole 30 m                            | 286      | Zweiter       |
| Paul Palén                                                                                         | Beliebige Scheibenpistole 50 m                      | 410      | 36.           |
| Nils Romander                                                                                      | Armeegewehr Dreistellungskampf                      | 94       | Fünfter       |
| Frans-Albert Schartau                                                                              | Schnellfeuerpistole 30 m                            | 270      | 18.           |
| Nils Skog                                                                                          | Freies Gewehr 300 m                                 | 869      | 43.           |
| Erik Sökjer-Petersén                                                                               | Laufender Hirsch 100 m Einzelschuss                 | 34       | Elfter        |
| Erik Sökjer-Petersén                                                                               | Laufender Hirsch 100 m Doppelschuss                 | 65       | Siebter       |
| Gustaf Stiernspetz                                                                                 | Beliebige Scheibenpistole 50 m                      | 357      | 48.           |
| Per Stridfeldt                                                                                     | Armeegewehr Dreistellungskampf                      | 86       | 20.           |
| Carl-Johan Sund                                                                                    | Armeegewehr 600 m                                   | 82       | 24.           |
| Alfred Swahn                                                                                       | Laufender Hirsch 100 m Einzelschuss                 | 41       | Olympiasieger |
| Alfred Swahn                                                                                       | Laufender Hirsch 100 m Doppelschuss                 | 68       | Vierter       |
| Alfred Swahn                                                                                       | Tontaubenschießen                                   | 82       | 21.           |
| Oscar Swahn                                                                                        | Laufender Hirsch 100 m Einzelschuss                 | 39       | Vierter       |
| Oscar Swahn                                                                                        | Laufender Hirsch 100 m Doppelschuss                 | 72       | Dritter       |
| Oscar Swahn                                                                                        | Tontaubenschießen                                   | 10       | 56.           |
| Ivan Törnmarck                                                                                     | Schnellfeuerpistole 30 m                            | 280      | Fünfter       |
| Ivan Törnmarck                                                                                     | Beliebige Scheibenpistole 50 m                      | 453      | Elfter        |
| Axel Wahlstedt                                                                                     | Kleinkaliber 50 m                                   | 187      | Elfter        |
| Axel Wahlstedt                                                                                     | Kleinkaliber 25 m – Verschwindendes Ziel            | 200      | 25.           |
| Carl Wallenborg                                                                                    | Armeegewehr 600 m                                   | 87       | Elfter        |
| Carl Wallenborg                                                                                    | Armeegewehr Dreistellungskampf                      | 56       | 83.           |
| Victor Wallenberg                                                                                  | Tontaubenschießen                                   | 37       | 34.           |
| August Wikström                                                                                    | Freies Gewehr 300 m                                 | 870      | 42.           |
| Carl Wollert                                                                                       | Tontaubenschießen                                   | 10       | 56.           |
| Per-Olof Arvidsson Åke Lundeberg Alfred Swahn Oscar Swahn                                          | Laufender Hirsch 100 m Einzelschuss Mannschaft      | 151      | Olympiasieger |
| Carl Björkman Tönnes Björkman Mauritz Eriksson Werner Jernström Hugo Johansson Bernhard Larsson    | Armeegewehr Mannschaft                              | 1570     | Dritter       |
| Carl Björkman Erik Blomqvist Mauritz Eriksson Hugo Johansson Gustaf Adolf Jonsson Bernhard Larsson | Freies Gewehr Mannschaft                            | 5655     | Olympiasieger |
| Gustaf Boivie Eric Carlberg Vilhelm Carlberg Johan Hübner von Holst                                | Kleinkaliber 25 m – Verschwindendes Ziel Mannschaft | 925      | Olympiasieger |
| Erik Boström Eric Carlberg Vilhelm Carlberg Georg de Laval                                         | Pistole 50 m Mannschaft                             | 1849     | Zweiter       |
| Eric Carlberg Vilhelm Carlberg Johan Hübner von Holst Paul Palén                                   | Militärrevolver 30 m Mannschaft                     | 1145     | Olympiasieger |
| Eric Carlberg Vilhelm Carlberg Arthur Nordenswan Ruben Örtegren                                    | Kleinkaliber 50 m – Mannschaft                      | 748      | Zweiter       |
| Johan Ekman Erik Frisell Åke Lundeberg Alfred Swahn Victor Wallenberg Carl Wollert                 | Tontaubenschießen Mannschaft                        | 243      | Vierter       |

### Schwimmen
| Athlet                                                    | Disziplin          | Vorläufe          | Vorläufe          | Viertelfinale     | Viertelfinale     | Halbfinale        | Halbfinale        | Finale         | Finale         |
| Athlet                                                    | Disziplin          | Zeit              | Platz             | Zeit              | Platz             | Zeit              | Platz             | Zeit           | Platz          |
| --------------------------------------------------------- | ------------------ | ----------------- | ----------------- | ----------------- | ----------------- | ----------------- | ----------------- | -------------- | -------------- |
| Erik Andersson                                            | 100 m Freistil     | 1:13,0 min        | k. A.             | nicht erreicht    | nicht erreicht    | nicht erreicht    | nicht erreicht    | nicht erreicht | nicht erreicht |
| Nils Andersson                                            | 200 m Brust        | nicht ausgetragen | nicht ausgetragen | 3:20,6 min        | 14.               | nicht erreicht    | nicht erreicht    | nicht erreicht | nicht erreicht |
| Nils Andersson                                            | 400 m Brust        | nicht ausgetragen | nicht ausgetragen | 7:17,0 min        | 13.               | nicht erreicht    | nicht erreicht    | nicht erreicht | nicht erreicht |
| Robert Andersson                                          | 100 m Freistil     | 1:09,4 min        | k. A.             | 1:10,0 min        | Zwölfter          | nicht erreicht    | nicht erreicht    | nicht erreicht | nicht erreicht |
| Vilhelm Andersson                                         | 1500 m Freistil    | nicht ausgetragen | nicht ausgetragen | 23:12,2 min       | Vierter           | 23:14,4 min       | Fünfter           | nicht erreicht | nicht erreicht |
| Åke Bergman                                               | 100 m Rücken       | nicht ausgetragen | nicht ausgetragen | 1:33,8 min        | Zwölfter          | nicht erreicht    | nicht erreicht    | nicht erreicht | nicht erreicht |
| Erik Bergqvist                                            | 100 m Freistil     | 1:13,4 min        | k. A.             | Did not start     | Did not start     | nicht erreicht    | nicht erreicht    | nicht erreicht | nicht erreicht |
| Elsa Björklund                                            | 100 m Freistil     | nicht ausgetragen | nicht ausgetragen | k. A.             | k. A.             | nicht erreicht    | nicht erreicht    | nicht erreicht | nicht erreicht |
| Greta Carlsson                                            | 100 m Freistil     | nicht ausgetragen | nicht ausgetragen | k. A.             | k. A.             | nicht erreicht    | nicht erreicht    | nicht erreicht | nicht erreicht |
| Gustav Collin                                             | 1500 m Freistil    | nicht ausgetragen | nicht ausgetragen | 27:05,2 min       | 13.               | nicht erreicht    | nicht erreicht    | nicht erreicht | nicht erreicht |
| Nils-Erik Haglund                                         | 400 m Freistil     | nicht ausgetragen | nicht ausgetragen | 6:23,4 min        | 17.               | nicht erreicht    | nicht erreicht    | nicht erreicht | nicht erreicht |
| Oscar Hamrén                                              | 200 m Brust        | nicht ausgetragen | nicht ausgetragen | k. A.             | k. A.             | nicht erreicht    | nicht erreicht    | nicht erreicht | nicht erreicht |
| Pontus Hanson                                             | 200 m Brust        | nicht ausgetragen | nicht ausgetragen | 3:14,2 min        | Elfter            | DNF               | DNF               | nicht erreicht | nicht erreicht |
| Sven Hanson                                               | 200 m Brust        | nicht ausgetragen | nicht ausgetragen | 3:24,4 min        | 18.               | nicht erreicht    | nicht erreicht    | nicht erreicht | nicht erreicht |
| Thor Henning                                              | 200 m Brust        | nicht ausgetragen | nicht ausgetragen | 3:14,0 min        | Zehnter           | 3:10,4 min        | Fünfter           | DNF            | DNF            |
| Thor Henning                                              | 400 m Brust        | nicht ausgetragen | nicht ausgetragen | 6:52,4 min (OR)   | Sechster          | 6:32,0 min (OR)   | Erster            | 6:35,6 min     | Zweiter        |
| Greta Johansson                                           | 100 m Freistil     | nicht ausgetragen | nicht ausgetragen | 1:41,4 min        | k. A.             | nicht erreicht    | nicht erreicht    | nicht erreicht | nicht erreicht |
| Sonja Johnsson                                            | 100 m Freistil     | nicht ausgetragen | nicht ausgetragen | k. A.             | k. A.             | nicht erreicht    | nicht erreicht    | nicht erreicht | nicht erreicht |
| Harald Julin                                              | 100 m Freistil     | 1:11,8 min        | k. A.             | DNS               | DNS               | nicht erreicht    | nicht erreicht    | nicht erreicht | nicht erreicht |
| Harald Julin                                              | 200 m Brust        | nicht ausgetragen | nicht ausgetragen | 3:12,8 min        | Achter            | 3:10,6 min        | Fünfter           | nicht erreicht | nicht erreicht |
| Fredrik Löwenadler                                        | 200 m Brust        | nicht ausgetragen | nicht ausgetragen | 3:22,2 min        | 16.               | nicht erreicht    | nicht erreicht    | nicht erreicht | nicht erreicht |
| Hugo Lundevall                                            | 100 m Rücken       | nicht ausgetragen | nicht ausgetragen | 1:46,8 min        | 14.               | nicht erreicht    | nicht erreicht    | nicht erreicht | nicht erreicht |
| Karin Lundgren                                            | 100 m Freistil     | nicht ausgetragen | nicht ausgetragen | 1:44,8 min        | k. A.             | nicht erreicht    | nicht erreicht    | nicht erreicht | nicht erreicht |
| Gunnar Sundman                                            | 100 m Rücken       | nicht ausgetragen | nicht ausgetragen | 1:31,2 min        | Zehnter           | 1:35,0 min        | k. A.             | nicht erreicht | nicht erreicht |
| David Theander                                            | 400 m Freistil     | nicht ausgetragen | nicht ausgetragen | DNF               | DNF               | nicht erreicht    | nicht erreicht    | nicht erreicht | nicht erreicht |
| Vera Thulin                                               | 100 m Freistil     | nicht ausgetragen | nicht ausgetragen | 1:44,0 min        | k. A.             | nicht erreicht    | nicht erreicht    | nicht erreicht | nicht erreicht |
| Eskil Wedholm                                             | 400 m Freistil     | nicht ausgetragen | nicht ausgetragen | 6:29,8 min        | k. A.             | nicht erreicht    | nicht erreicht    | nicht erreicht | nicht erreicht |
| Eskil Wedholm                                             | 1500 m Freistil    | nicht ausgetragen | nicht ausgetragen | 27:38,0 min       | 14.               | nicht erreicht    | nicht erreicht    | nicht erreicht | nicht erreicht |
| Greta Carlsson Greta Johansson Sonja Johnsson Vera Thulin | 4 × 100 m Freistil | nicht ausgetragen | nicht ausgetragen | nicht ausgetragen | nicht ausgetragen | nicht ausgetragen | nicht ausgetragen | k. A.          | Vierter        |

### Segeln
| Athlet | Disziplin       | Erstes Rennen | Erstes Rennen | Erstes Rennen | Zweites Rennen | Zweites Rennen | Zweites Rennen | Drittes Rennen    | Drittes Rennen    | Total  | Total         |
| Athlet | Disziplin       | Zeit          | Platz         | Punkte        | Zeit           | Platz          | Punkte         | Zeit              | Platz             | Punkte | Platz         |
| --- | --------------- | ------------- | ------------- | ------------- | -------------- | -------------- | -------------- | ----------------- | ----------------- | ------ | ------------- |
| Otto Aust Eric Sandberg Harald Sandberg                                                                                                 | 6-Meter-Klasse  | 2:44:54 h     | Sechster      | 0             | 2:26:44 h      | Dritter        | 1              | 2:42:32 h         | Erst              | 1      | Dritter       |
| Per Bergman Dick Bergström Kurt Bergström Hugo Clason Folke Johnson Sigurd Kander Iwan Lamby Erik Lindqvist Nils Persson Hugo Sällström | 12-Meter-Klasse | 3:24:13 h     | Zweiter       | 3             | 3:48:06 h      | Zweiter        | 3              | nicht ausgetragen | nicht ausgetragen | 6      | Zweiter       |
| Bertil Bothén Björn Bothén Wilhelm Forsberg Erik Lindén Arvid Perslow Erik Waller                                                       | 10-Meter-Klasse | 4:01:11 h     | Vierter       | 0             | 3:50:30 h      | Vierter        | 0              | nicht ausgetragen | nicht ausgetragen | 0      | Vierter       |
| Filip Ericsson Carl Hellström Paul Isberg Humbert Lundén Herman Nyberg Harry Rosenswärd Erik Wallerius Harald Wallin                    | 10-Meter-Klasse | 3:46:04 h     | Erster        | 7             | 3:43:51 h      | Erster         | 7              | nicht ausgetragen | nicht ausgetragen | 14     | Olympiasieger |
| Ragnar Gripe Torsten Grönfors Emil Hagström Gunnar Månsson Fritz Sjöqvist Johan Sjöqvist                                                | 8-Meter-Klasse  | 2:23:46 h     | Sechster      | 0             | 2:16:33 h      | Sechster       | 0              | nicht ausgetragen | nicht ausgetragen | 0      | Fünfter       |
| Edvin Hagberg Jonas Jonsson Olof Mark                                                                                                   | 6-Meter-Klasse  | 2:37:01 h     | Dritter       | 1             | 2:30:24 h      | Vierter        | 0              | 2:44:11 h         | Zweiter           | 1      | Vierter       |
| Emil Henriques Bengt Heyman Alvar Thiel Herbert Westermark Nils Westermark                                                              | 8-Meter-Klasse  | 2:16:40 h     | Zweiter       | 3             | 2:16:04 h      | Vierter        | 0              | 2:26:44 h         | Zweiter           | 3      | Zweiter       |

### Tauziehen
| Athleten | Disziplin | Finale          | Finale        |
| Athleten | Disziplin | Gegner Ergebnis | Platz         |
| --- | --------- | --------------- | ------------- |
| Arvid Andersson Adolf Bergman Johan Edman Erik Algot Fredriksson Carl Jonsson Erik Larsson August Gustafsson Herbert Lindström | Männer    | Gewonnen 2-0    | Olympiasieger |

### Tennis
| Athleten                           | Disziplin     | Erste Runde                         | Zweite Runde                                   | Achtelfinale                                          | Viertelfinale                             | Halbfinale                                             | Finale                                      | Finale  |
| Athleten                           | Disziplin     | Gegner Ergebnis                     | Gegner Ergebnis                                | Gegner Ergebnis                                       | Gegner Ergebnis                           | Gegner Ergebnis                                        | Gegner Ergebnis                             | Rank    |
| ---------------------------------- | ------------- | ----------------------------------- | ---------------------------------------------- | ----------------------------------------------------- | ----------------------------------------- | ------------------------------------------------------ | ------------------------------------------- | ------- |
| Edith Arnheim                      | Einzel, Rasen | nicht ausgetragen                   | nicht ausgetragen                              | Freilos                                               | Holmström Gewonnen 4-6, 6-4, 6-1          | Köring Verloren 6-4, 6-3                               | Mallory Verloren 6-2, 6-2                   | Vierter |
| Edith Arnheim                      | Einzel, Halle | nicht ausgetragen                   | nicht ausgetragen                              | Freilos                                               | Hannam Verloren 7-5, 6-1                  | nicht erreicht                                         | nicht erreicht                              | Fünfter |
| Curt Benckert                      | Einzel, Rasen | Zborzil Verloren 6-2, 6-4, 1-6, 6-3 | nicht erreicht                                 | nicht erreicht                                        | nicht erreicht                            | nicht erreicht                                         | nicht erreicht                              | 31.     |
| Wollmar Boström                    | Einzel, Rasen | Smith Gewonnen 6-2, 6-4, 6-1        | von Salm Verloren 7-5, 6-4, 6-1                | nicht erreicht                                        | nicht erreicht                            | nicht erreicht                                         | nicht erreicht                              | 17.     |
| Wollmar Boström                    | Einzel, Halle | nicht ausgetragen                   | Lowe Verloren 5-7, 6-4, 6-4, 6-4               | nicht erreicht                                        | nicht erreicht                            | nicht erreicht                                         | nicht erreicht                              | 16.     |
| Ellen Brusewitz                    | Einzel, Rasen | nicht ausgetragen                   | nicht ausgetragen                              | Cederschiöld Verloren 8-6, 8-6                        | nicht erreicht                            | nicht erreicht                                         | nicht erreicht                              | Siebter |
| Margareta Cederschiöld             | Einzel, Rasen | nicht ausgetragen                   | nicht ausgetragen                              | Brusewitz Gewonnen 8-6, 8-6                           | Broquedis Verloren 6-1, 6-4               | nicht erreicht                                         | nicht erreicht                              | Fünfter |
| Margareta Cederschiöld             | Einzel, Halle | nicht ausgetragen                   | nicht ausgetragen                              | Parton Verloren 6-0, 6-1                              | nicht erreicht                            | nicht erreicht                                         | nicht erreicht                              | Achter  |
| Sigrid Fick                        | Einzel, Rasen | nicht ausgetragen                   | nicht ausgetragen                              | Köring Verloren 7-5, 6-3                              | nicht erreicht                            | nicht erreicht                                         | nicht erreicht                              | Siebter |
| Sigrid Fick                        | Einzel, Halle | nicht ausgetragen                   | nicht ausgetragen                              | Freilos                                               | Holmström Gewonnen 6-1, 6-1               | Castenschiold Verloren 6-4, 6-4                        | Parton Verloren 6-3, 6-3                    | Vierter |
| Torsten Grönfors                   | Einzel, Rasen | Freilos                             | Ingerslev Verloren 6-1, 6-2, 6-2               | nicht erreicht                                        | nicht erreicht                            | nicht erreicht                                         | nicht erreicht                              | 17.     |
| Torsten Grönfors                   | Einzel, Halle | nicht ausgetragen                   | Freilos                                        | Wilding Verloren 6-3, 6-3, 6-3                        | nicht erreicht                            | nicht erreicht                                         | nicht erreicht                              | Neunter |
| Annie Holmström                    | Einzel, Rasen | nicht ausgetragen                   | nicht ausgetragen                              | Bye                                                   | Arnheim Verloren 4-6, 6-4, 6-1            | nicht erreicht                                         | nicht erreicht                              | Fünfter |
| Annie Holmström                    | Einzel, Halle | nicht ausgetragen                   | nicht ausgetragen                              | Freilos                                               | Fick Verloren 6-1, 6-1                    | nicht erreicht                                         | nicht erreicht                              | Fünfter |
| Carl Kempe                         | Einzel, Halle | nicht ausgetragen                   | Hainz Gewonnen 6-1, 6-4, 3-6, 6-3              | Gobert Verloren 6-1, 6-2, 7-5                         | nicht erreicht                            | nicht erreicht                                         | nicht erreicht                              | Neunter |
| Hakon Leffler                      | Einzel, Rasen | Kitson Verloren 6-2, 6-1, 6-0       | nicht erreicht                                 | nicht erreicht                                        | nicht erreicht                            | nicht erreicht                                         | nicht erreicht                              | 31.     |
| Hakon Leffler                      | Einzel, Halle | nicht ausgetragen                   | Gore Verloren 7-5, 6-4, 7-5                    | nicht erreicht                                        | nicht erreicht                            | nicht erreicht                                         | nicht erreicht                              | 16.     |
| Frans Möller                       | Einzel, Rasen | Freilos                             | Kitson Verloren 6-2, 6-2, 6-3                  | nicht erreicht                                        | nicht erreicht                            | nicht erreicht                                         | nicht erreicht                              | 17.     |
| Frans Möller                       | Einzel, Halle | nicht ausgetragen                   | Caridia Verloren 6-2, 7-5, 3-6, 6-4            | nicht erreicht                                        | nicht erreicht                            | nicht erreicht                                         | nicht erreicht                              | 16.     |
| Gunnar Setterwall                  | Einzel, Rasen | Blom Gewonnen 6-3, 6-3, 8-6         | Sumarokow-Elston Verloren 6-2, 6-3, 11-13, 6-2 | nicht erreicht                                        | nicht erreicht                            | nicht erreicht                                         | nicht erreicht                              | 17.     |
| Gunnar Setterwall                  | Einzel, Halle | nicht ausgetragen                   | Freilos                                        | Barrett Gewonnen 4-6, 6-1, 6-4, 6-8, 6-4              | Lowe Verloren 6-4, 1-6, 6-3, 8-6          | nicht erreicht                                         | nicht erreicht                              | Fünfter |
| Lennart Silfverstolpe              | Einzel, Rasen | nicht ausgetragen                   | Wilding Verloren 6-0, 6-1, 6-1                 | nicht erreicht                                        | nicht erreicht                            | nicht erreicht                                         | nicht erreicht                              | 16.     |
| Charles Wennergren                 | Einzel, Rasen | Zeman Gewonnen 6-1, 6-0, 6-0        | Rovsing Gewonnen 4-6, 9-7, 6-8, 6-1, 6-1       | von Salm Verloren 6-3, 5-7, 7-5, 6-1                  | nicht erreicht                            | nicht erreicht                                         | nicht erreicht                              | Neunter |
| Charles Wennergren                 | Einzel, Halle | nicht ausgetragen                   | Freilos                                        | Lowe Verloren 6-4, 6-1, 6-4                           | nicht erreicht                            | nicht erreicht                                         | nicht erreicht                              | Neunter |
| Edith Arnheim Carl-Olof Nylén      | Doppel, Rasen | nicht ausgetragen                   | nicht ausgetragen                              | Broquedis/Canet Verloren 6-2, 6-4                     | nicht erreicht                            | nicht erreicht                                         | nicht erreicht                              | Fünfter |
| Edith Arnheim Carl-Olof Nylén      | Doppel, Halle | nicht ausgetragen                   | nicht ausgetragen                              | Aitchison/Barrett Verloren 6-2, 6-4                   | nicht erreicht                            | nicht erreicht                                         | nicht erreicht                              | Siebter |
| Curt Benckert Wollmar Boström      | Doppel, Rasen | nicht ausgetragen                   | Freilos                                        | Freilos                                               | Pipes/Zborzil Verloren 6-3, 4-6, 6-1, 6-1 | nicht erreicht                                         | nicht erreicht                              | Fünfter |
| Curt Benckert Wollmar Boström      | Doppel, Halle | nicht ausgetragen                   | nicht ausgetragen                              | Freilos                                               | Barrett/Gore Verloren 7-5, 6-4, 6-1       | nicht erreicht                                         | nicht erreicht                              | Fünfter |
| Margareta Cederschiöld Carl Kempe  | Mixed, Halle  | nicht ausgetragen                   | nicht ausgetragen                              | Freilos                                               | Freilos                                   | Dixon/Hannam Verloren 6-2, 6-2                         | Fick/Setterwall Verloren k. A.              | Vierter |
| Sigrid Fick Gunnar Setterwall      | Mixed, Rasen  | nicht ausgetragen                   | nicht ausgetragen                              | Freilos                                               | Grönfors/Holmström Gewonnen 8-6, 10-8     | Freilos                                                | Köring/Schomburgk Verloren 6-4, 6-0         | Zweiter |
| Sigrid Fick Gunnar Setterwall      | Mixed, Halle  | nicht ausgetragen                   | nicht ausgetragen                              | Freilos                                               | Freilos                                   | Aitchison/Herbert Roper Barrett Verloren 3-6, 6-1, 6-2 | Cederschiöld/Kempe Gewonnen k. A.           | Dritter |
| Torsten Grönfors Annie Holmström   | Mixed, Rasen  | nicht ausgetragen                   | nicht ausgetragen                              | Mallory/Langaard Gewonnen 6-4, 4-6, 7-5               | Fick/Setterwall Verloren 8-6, 10-8        | nicht erreicht                                         | nicht erreicht                              | Vierter |
| Ebba Hay Frans Möller              | Mixed, Halle  | nicht ausgetragen                   | nicht ausgetragen                              | Mavrogordato/Parton Verloren 6-3, 6-0                 | nicht erreicht                            | nicht erreicht                                         | nicht erreicht                              | Siebter |
| Carl Kempe Gunnar Setterwall       | Doppel, Halle | nicht ausgetragen                   | nicht ausgetragen                              | Caridia/Mavrogordato Gewonnen 6-4, 4-6, 6-8, 6-2, 6-3 | Freilos                                   | Barrett/Gore Gewonnen 4-6, 3-6, 6-1, 6-4, 6-3          | Germot/Gobert Verloren 6-4, 12-14, 6-2, 6-4 | Zweiter |
| Frans Möller Torsten Grönfors      | Doppel, Rasen | nicht ausgetragen                   | Heyden/Spies Verloren 3-6, 6-4, 6-2, 4-6, 6-1  | nicht erreicht                                        | nicht erreicht                            | nicht erreicht                                         | nicht erreicht                              | 15.     |
| Carl-Olof Nylén Charles Wennergren | Doppel, Rasen | nicht ausgetragen                   | nicht ausgetragen                              | Madsen/Thayssen Gewonnen 6-1, 6-2, 6-4                | Kitson/Winslow Gewonnen 6-3, 7-5, 6-1     | nicht erreicht                                         | nicht erreicht                              | Fünfter |
| Carl-Olof Nylén Charles Wennergren | Doppel, Halle | nicht ausgetragen                   | nicht ausgetragen                              | Lowe/Lowe Verloren 9-7, 11-9, 6-2                     | nicht erreicht                            | nicht erreicht                                         | nicht erreicht                              | Siebter |

### Turnen
| Athlet | Disziplin           | Finale   | Finale        |
| Athlet | Disziplin           | Ergebnis | Platz         |
| --- | ------------------- | -------- | ------------- |
| Per Bertilsson Carl-Ehrenfried Carlberg Nils Granfelt Curt Hartzell Oswald Holmberg Anders Hylander Axel Janse Boo Kullberg Sven Landberg Per Nilsson Benkt Norelius Axel Norling Daniel Norling Sven Rosén Nils Silfverskiöld Carl Silfverstrand John Sörenson Yngve Stiernspetz Karl-Erik Svensson Karl-Johan Svensson Knut Torell Edward Wennerholm Claës-Axel Wersäll David Wiman | Schwedisches System | 937,46   | Olympiasieger |

### Wasserball
| Athleten                                                                                                 | Disziplin | Viertelfinale   | Halbfinale      | Finale          | Trostrunde Halbfinale | Trostrunde Finale | Spiel um Silber | Rank    |
| Athleten                                                                                                 | Disziplin | Gegner Ergebnis | Gegner Ergebnis | Gegner Ergebnis | Gegner Ergebnis       | Gegner Ergebnis   | Gegner Ergebnis | Rank    |
| --- | --------- | --------------- | --------------- | --------------- | --------------------- | ----------------- | --------------- | ------- |
| Robert Andersson Vilhelm Andersson Erik Bergqvist Max Gumpel Pontus Hanson Harald Julin Torsten Kumfeldt | Männer    | Gewonnen 7–2    | Verloren 6–3    | nicht erreicht  | Freilos               | Gewonnen 8–1      | Gewonnen 4–2    | Zweiter |

### Wasserspringen
| Athlet             | Disziplin                                  | Vorrunde | Vorrunde | Finale         | Finale         |
| Athlet             | Disziplin                                  | Ergebnis | Platz    | Ergebnis       | Platz          |
| ------------------ | ------------------------------------------ | -------- | -------- | -------------- | -------------- |
| Erik Adlerz        | Turmspringen (einfach und zusammengesetzt) | 74,76    | Erster   | 73,94          | Olympiasieger  |
| Erik Adlerz        | Turmspringen einfach (5 und 10 m)          | 39,90    | Zweiter  | 40,00          | Olympiasieger  |
| Märta Adlerz       | Turmspringen                               | 21,90    | 13.      | nicht erreicht | nicht erreicht |
| Elsa Andersson     | Turmspringen                               | 29,0     | Achter   | 31,30          | Sechster       |
| Robert Andersson   | Turmspringen (einfach und zusammengesetzt) | 60,39    | 13.      | nicht erreicht | nicht erreicht |
| Selma Andersson    | Turmspringen                               | 30,60    | Siebter  | 28,30          | Siebter        |
| Ernfrid Appelqvist | Kunstspringen 1 m und 3 m                  | 62,61    | Elfter   | nicht erreicht | nicht erreicht |
| Harald Arbin       | Turmspringen (einfach und zusammengesetzt) | 62,75    | Siebter  | 62,62          | Sechster       |
| Gustaf Blomgren    | Turmspringen (einfach und zusammengesetzt) | 68,50    | Zweiter  | 69,56          | Dritter        |
| Ernst Brandsten    | Kunstspringen 1 m und 3 m                  | 65,02    | Zehnter  | nicht erreicht | nicht erreicht |
| Ernst Brandsten    | Turmspringen (einfach und zusammengesetzt) | 61,42    | Elfter   | nicht erreicht | nicht erreicht |
| Ernst Brandsten    | Turmspringen einfach (5 und 10 m)          | 37,70    | Sechster | 36,20          | Siebter        |
| Eskil Brodd        | Kunstspringen 1 m und 3 m                  | 62,60    | Zwölfter | nicht erreicht | nicht erreicht |
| Alvin Carlsson     | Turmspringen (einfach und zusammengesetzt) | 66,98    | Vierter  | 63,16          | Siebter        |
| Viktor Crondahl    | Turmspringen einfach (5 und 10 m)          | 37,00    | Siebter  | 37,10          | Vierter        |
| Ester Edström      | Turmspringen                               | 26,30    | Elfter   | nicht erreicht | nicht erreicht |
| Ella Eklund        | Turmspringen                               | 34,40    | Dritter  | 31,90          | Fünfter        |
| Ernst Eklund       | Kunstspringen 1 m und 3 m                  | 53,02    | 17.      | nicht erreicht | nicht erreicht |
| Ernst Eklund       | Turmspringen (einfach und zusammengesetzt) | 59,94    | 14.      | nicht erreicht | nicht erreicht |
| Gunnar Ekstrand    | Turmspringen einfach (5 und 10 m)          | 35,30    | 13.      | nicht erreicht | nicht erreicht |
| Torsten Eriksson   | Turmspringen (einfach und zusammengesetzt) | DNS      | DNS      | nicht erreicht | nicht erreicht |
| Torsten Eriksson   | Turmspringen einfach (5 und 10 m)          | 35,80    | Zehnter  | nicht erreicht | nicht erreicht |
| Elis Holmer        | Turmspringen einfach (5 und 10 m)          | 30,20    | 26.      | nicht erreicht | nicht erreicht |
| John Jansson       | Kunstspringen 1 m und 3 m                  | 77,77    | Dritter  | 69,64          | Siebter        |
| John Jansson       | Turmspringen (einfach und zusammengesetzt) | 59,75    | 15.      | nicht erreicht | nicht erreicht |
| John Jansson       | Turmspringen einfach (5 und 10 m)          | 38,30    | Vierter  | 39,10          | Dritter        |
| Alfred Johansson   | Turmspringen einfach (5 und 10 m)          | 34,70    | 17.      | nicht erreicht | nicht erreicht |
| Gerda Johansson    | Turmspringen                               | 28,70    | Neunter  | nicht erreicht | nicht erreicht |
| Greta Johansson    | Turmspringen                               | 36,20    | Erster   | 39,90          | Olympiasieger  |
| Hjalmar Johansson  | Turmspringen (einfach und zusammengesetzt) | 68,06    | Dritter  | 67,80          | Vierter        |
| Hjalmar Johansson  | Turmspringen einfach (5 und 10 m)          | 40,10    | Erster   | 39,30          | Zweiter        |
| Tora Larsson       | Turmspringen                               | 31,00    | Sechster | 26,80          | Achter         |
| Sven Montan        | Turmspringen einfach (5 und 10 m)          | 30,20    | 26.      | nicht erreicht | nicht erreicht |
| Dagmar Nilsson     | Turmspringen                               | 27,30    | Zehnter  | nicht erreicht | nicht erreicht |
| Sven Nylund        | Kunstspringen 1 m und 3 m                  | 62,60    | Zwölfter | nicht erreicht | nicht erreicht |
| Elsa Regnell       | Turmspringen                               | 34,90    | Zweiter  | 33,20          | Vierter        |
| Lisa Regnell       | Turmspringen                               | 34,10    | Vierter  | 36,00          | Zweiter        |
| Axel Runström      | Kunstspringen 1 m und 3 m                  | 58,42    | 15.      | nicht erreicht | nicht erreicht |
| Axel Runström      | Turmspringen einfach (5 und 10 m)          | 38,30    | Vierter  | 36,00          | Sechster       |
| Gösta Sjöberg      | Turmspringen (einfach und zusammengesetzt) | 62,08    | Zehnter  | nicht erreicht | nicht erreicht |
| Jens Stefenson     | Turmspringen (einfach und zusammengesetzt) | 41,54    | 21.      | nicht erreicht | nicht erreicht |
| Jens Stefenson     | Turmspringen einfach (5 und 10 m)          | 31,20    | 25.      | nicht erreicht | nicht erreicht |
| Willy Thulin       | Turmspringen                               | 25,00    | 12.      | nicht erreicht | nicht erreicht |
| Erik Tjäder        | Kunstspringen 1 m und 3 m                  | 53,56    | 16.      | nicht erreicht | nicht erreicht |